# Osani
Osani est une commune française située dans la circonscription départementale de la Corse-du-Sud et le territoire de la collectivité de Corse. Elle appartient à l'ancienne piève de Sia, dans les Deux-Sevi.

## Géographie

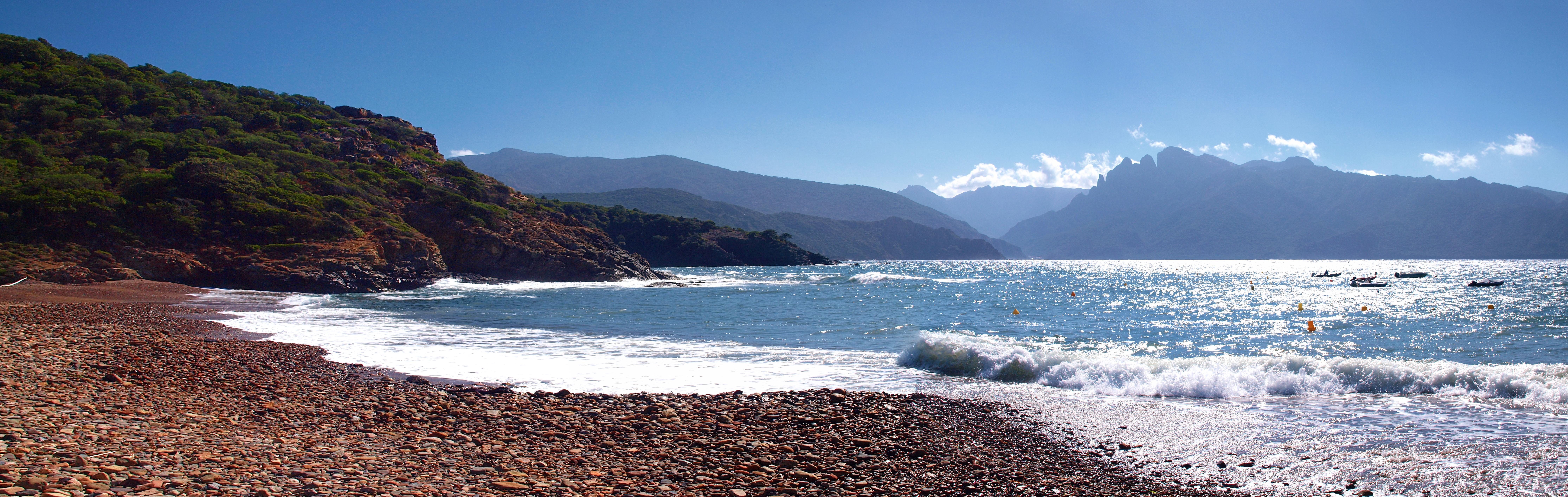
Le golfe de Porto depuis la plage d'E Gratelle.

### Situation
Osani est une des neuf communes du canton des Deux-Sevi ; elle constitue l'extrémité septentrionale du Vicolais. Osani est située dans le parc naturel régional de Corse, à l'extrême nord-ouest du département de la Corse-du-Sud. Son territoire se trouvait dans l'ancienne pieve de Sevinfuori.
Selon le nouveau nom du golfe de Porto approuvé par l'Unesco en 2006, Osani possède deux des trois sites remarquables le composant : le golfe de Girolata et la réserve de Scandola.
Communes limitrophes

### Géologie et relief

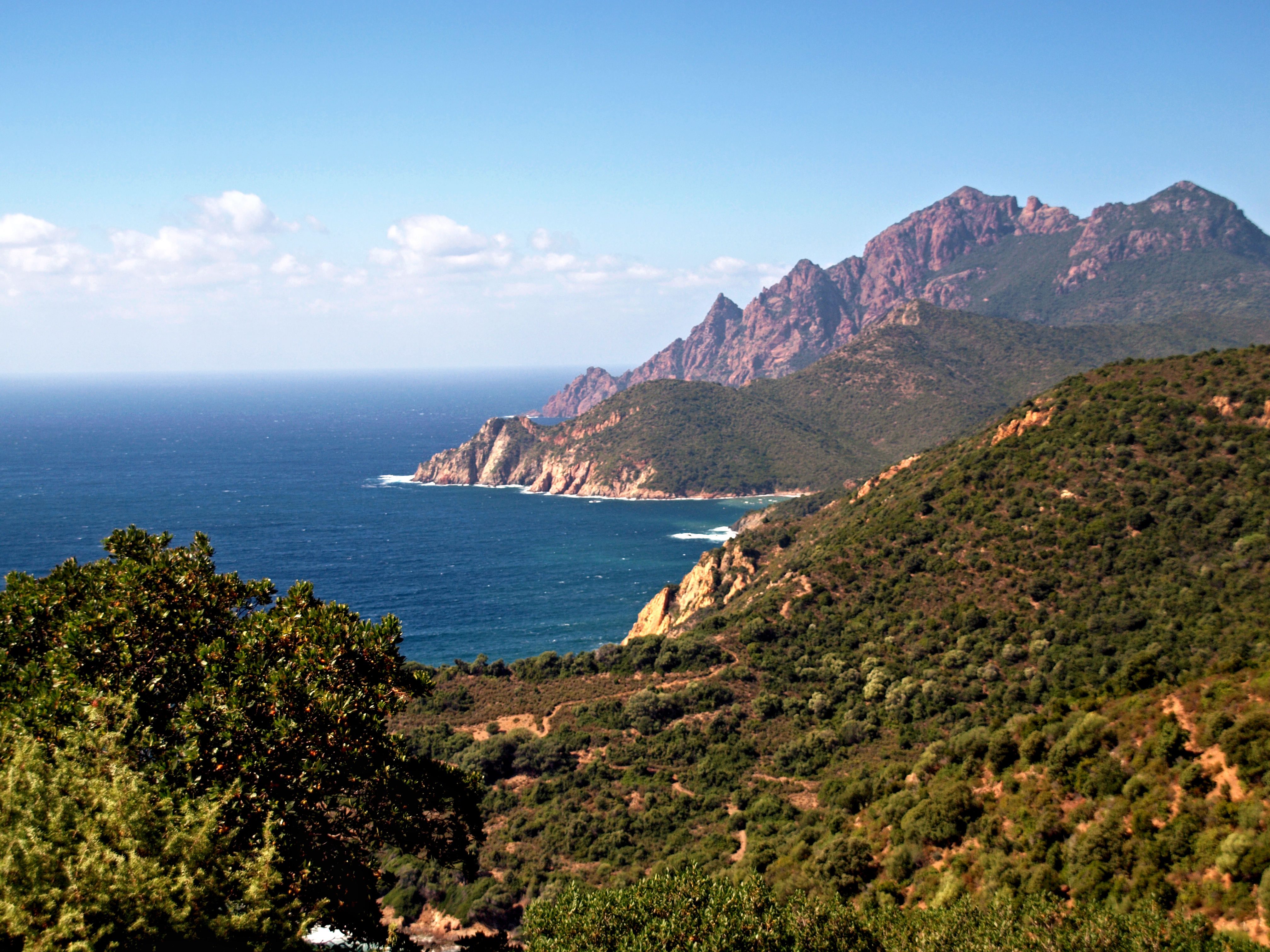
Littoral occidental d'Osani.

La commune occupe le nord du littoral du golfe de Porto, un territoire dans la « Corse granitique » à l'ouest du sillon dépressionnaire central de l'île, ligne partant de Calvi et rejoignant Solenzara. Le sol est granitique sur la majeure partie du territoire ; granit rouge et porphyre rouge rendent le paysage (collines, côte et plages) très coloré.
Le territoire, qui ne comporte pas de zones de plaine, est composé de moyennes montagnes constituées de roches volcaniques faisant partie de l'ensemble appelé « Corse cristalline » à roches magmatiques qui couvre les deux tiers de l'île, à l'ouest du sillon dépressionnaire.
Ces montagnes représentent les extrémités de deux chaînons se terminant en mer, qui délimitent le golfe de Girolata :
- au Cap Senino au sud, du chaînon secondaire remontant par la Punta Salisei (927 m) jusqu'au Capu a e Ghiarghiole (2 105 m) où il s'articule sur la chaîne principale de l'île ;
- à la Punta Scandola au nord, d'un petit chaînon parallèle indépendant, orienté dans un axe SO - NE, remontant par la Punta di a Literniccia (697 m) jusqu'au Capu Tondu (839 m) son culmen.

Entre les deux, au fond du golfe de Girolata, la Punta di Tuara est l'extrémité en mer d'une ligne de crête remontant sur la Punta di u Tartavellu (825 m) et s'épaulant sur le chaînon secondaire précité, à la Punta Salisei.
Osani possède une longue façade maritime partant au nord de la Punta Nera jusqu'à la baie de Caspiu au sud. Cette côte comporte successivement, la baie d'Elbo, la Punta Palazzo au nord de la réserve naturelle de Scandola, les îles de Gargali et de Garganellu à l'ouest de la dite réserve, la baie de Solana, la Punta Muchillina et la Punta Scandola, le golfe de Girolatala avec au fond la Punta di Tuara, le Cap Senino qui délimite géographiquement l'extrémité nord du golfe de Porto, la Punta â Scopa et la Punta di Latone à l'extrême sud.
Cette côte est très déchiquetée, avec de rares plages de galets : les petites plages de Gradi et de Cavone à l'ouest de Girolata, la plage de Focaghia à Girolata, la plage de Cala di Tara un peu plus au sud et la plage de Gratelle au sud de la commune, proche de la plage de Caspiu (Partinello) dans le site naturel de Caspiu. Elle est dans l'ensemble inhospitalière. Seuls Marina d'Elbo petite crique au fond de la baie d'Elbo, en limite de la réserve naturelle de Scandola, et le petit port de Girolata au fond du golfe de Girolata offrent un abri à quelques navires de faible tonnage, dont les bateaux d'excursion venus en saison de Calvi, Galéria, Porto, Ajaccio, Sagone et Cargèse.
Ce bout du littoral de l'île fait partie du Golfe de Porto : calanche de Piana, golfe de Girolata, réserve de Scandola, nouveau nom proposé par les autorités françaises pour remplacer le nom de « les Caps de Girolata et de Porto et réserve naturelle de Scandola, calanches de Piana en Corse », et approuvé par l'Unesco.
À l'ouest, Scandola est constituée de structures rocheuses en caldeira avec le Capu Purcile, plus haut sommet à 560 m. À l'extrémité méridionale du golfe de Girolata, le cap Senino est dominé par le Monte Senino (618 m), remarquable car visible sur un long parcours de la route D 81, et la Punta Castellucciu (585 m), occupée au temps de la Préhistoire et qui doit son nom au castello édifié en 1412 par Rinuccio de Leca.
Une particularité d'Osani est de posséder un petit bassin houiller découvert en 1843. La concession est accordée à la société Périer pour l'extraction d'anthracite. En 1905, la mine a employé 89 ouvriers pour une production de 1 000 tonnes.
Une ligne de crête allant de Punta Nera à l'ouest vers Punta di Salisei (point culminant de la commune à 927 m d'altitude) à l'est, via le col de Palmarello et Punta di Tartavellu, marque ses limites avec Galéria. Cette ligne de crête se poursuit vers le sud jusqu'à la baie de Caspiu via Capu di Curzu puis, en suivant le cours du ruisseau de Pilatri, délimite son territoire de celui de Partinello.

### Hydrographie
Quatre petits cours d'eau, fiume ou fiumicellu, parcourent les vallons délimités par les lignes de crêtes précités. Ils prennent tous naissance sur la commune : 
- le ruisseau de  Muracciu[3], long de 1,5 km, naît sur les flancs méridionaux du Capu Purcile et se jette à la mer dans la Cala di Gattaghia ;
- le ruisseau de Girolata[4], long de 3,2 km, a sa source sous le col de Palmarella et a son embouchure à Girolata ;
- le ruisseau de Tuara (ou ruisseau de Vecchiatacciu)[5], long de 5,9 km, prend naissance sous la Punta di Tartavellu et a son embouchure dans la cala di Tuara ;
- le ruisseau de Gratelle[6] (ou Gradelle), long de 3,9 km, naît sous Punta Castelucciu et se jette à la mer à la plage de Gratelle (e Gradelle).

### Climat et végétation
Osani, comme tout le littoral du Vicolais, jouit d'un climat méditerranéen aux hivers doux et humides et aux étés chauds et secs. Il est ouvert aux vents d'ouest dominants, soufflant parfois impétueusement et sculptant la rase végétation du bord de mer.
La commune ne possède pas de forêt. Son territoire est néanmoins couvert en grande partie de chênes verts, d'oliviers et de genévriers cade, isolés au milieu d'un maquis traditionnel, une végétation typique du paysage méditerranéen. Sur le bord de mer, de grandes surfaces présentent de la roche nue.

### Voies de communication et transports

#### Accès routiers
La commune est desservie par la route D81 qui passe à Curzu. Pour se rendre à Osani village qui se trouve en contrebas de la D81, il faut emprunter la route D424. Cette route traverse le village et se termine en cul-de-sac à la plage de Gratelle située à près de 4 kilomètres, la seule des trois plages de la commune accessible par la route.
La hameau de Girolata n'est accessible que par voie maritime et par deux sentiers. L'été venu, par beau temps, de nombreux bateaux d'excursion débarquent leurs passagers embarqués à Calvi, Galéria, Porto, Ajaccio, Sagone et Cargèse. Ceux-ci viennent y passer la journée et peuvent s'y restaurer. Les randonneurs y trouvent des gîtes d'étape.
Les plaisanciers peuvent séjourner dans le petit port, amarrés à quai ou sur bouées, selon les tarifs en vigueur.

#### Transports
Le village d'Osani est distant, par route, de :
- 54 km de la gare la plus proche, qui est la gare de Calvi en Haute-Corse, et de 101 km de la gare d'Ajaccio ;
- 48 km de Calvi-Sainte-Catherine, l'aéroport le plus proche, et de 105 km de l'aéroport d'Ajaccio ;
- 54 km du port de commerce de Calvi, et de 100 km du port de commerce d'Ajaccio.

## Urbanisme

### Typologie
Au 1er janvier 2024, Osani est catégorisée commune rurale à habitat très dispersé, selon la nouvelle grille communale de densité à sept niveaux définie par l'Insee en 2022.
Elle est située hors unité urbaine et hors attraction des villes,.
La commune, bordée par la mer Méditerranée, est également une commune littorale au sens de la loi du 3 janvier 1986, dite loi littoral. Des dispositions spécifiques d’urbanisme s’y appliquent dès lors afin de préserver les espaces naturels, les sites, les paysages et l’équilibre écologique du littoral, tel le principe d'inconstructibilité, en dehors des espaces urbanisés, sur la bande littorale des 100 mètres, ou plus si le plan local d’urbanisme le prévoit.

### Occupation des sols
L'occupation des sols de la commune, telle qu'elle ressort de la base de données européenne d’occupation biophysique des sols Corine Land Cover (CLC), est marquée par l'importance des forêts et milieux semi-naturels (98,3 % en 2018), une proportion sensiblement équivalente à celle de 1990 (98,6 %). La répartition détaillée en 2018 est la suivante : 
milieux à végétation arbustive et/ou herbacée (86,8 %), espaces ouverts, sans ou avec peu de végétation (8,1 %), forêts (3,4 %), eaux maritimes (1 %), zones agricoles hétérogènes (0,7 %). L'évolution de l’occupation des sols de la commune et de ses infrastructures peut être observée sur les différentes représentations cartographiques du territoire : la carte de Cassini (XVIIIe siècle), la carte d'état-major (1820-1866) et les cartes ou photos aériennes de l'IGN pour la période actuelle (1950 à aujourd'hui).

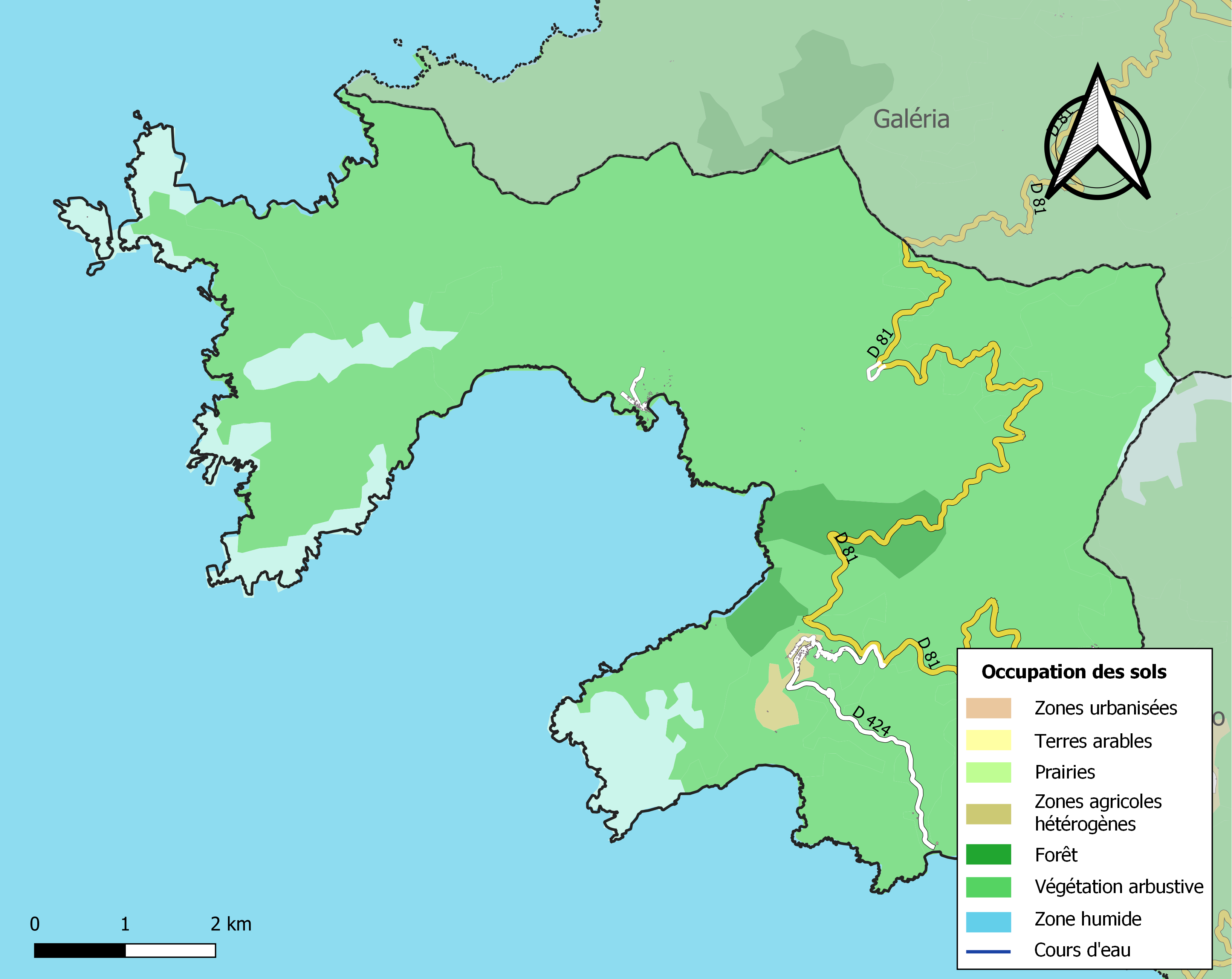
Carte des infrastructures et de l'occupation des sols de la commune en 2018 (CLC).

### Osani

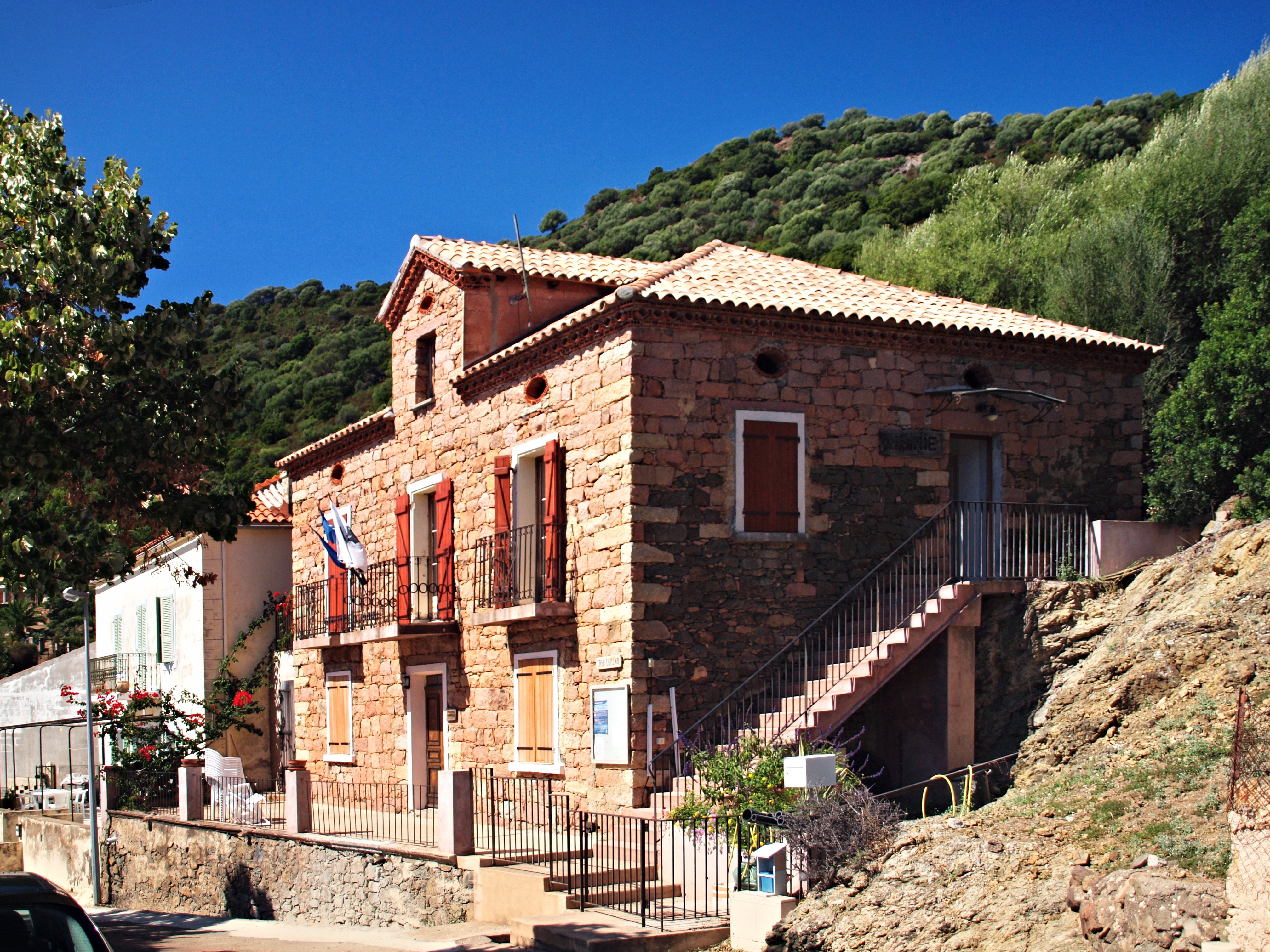
Casa Cumuna.

Les lieux n'étaient pas habités avant le XVIIIe siècle en raison des guerres entre seigneurs locaux et des invasions des Barbaresques qui fréquentaient cette partie du littoral.
Rinucciu de Leca avait construit un fortin détruit depuis, sur la pointe orientale du Monte Senino, aujourd'hui Punta Castellucio.
Le village d'Osani date de la fin du XVIIIe siècle, tout comme les villages voisins de Partinello et de Serriera. Il est bâti sur les pentes de la Punta Castellucciu (585 m) et est composé de quelques hameaux proches. Les maisons sont de construction récente, regroupées autour de l'église paroissiale, du cimetière, de la mairie et de sa place centrale comportant une fontaine publique et un four familial.
Au lieu-dit San Francesco au sud du village, existait un couvent de franciscains, Saint-François de Girolata dit de la Selva, datant du XIIIe siècle. Il a probablement été détruit par les guerres incessantes des féodaux ou par les incursions barbaresques.

### Curzu

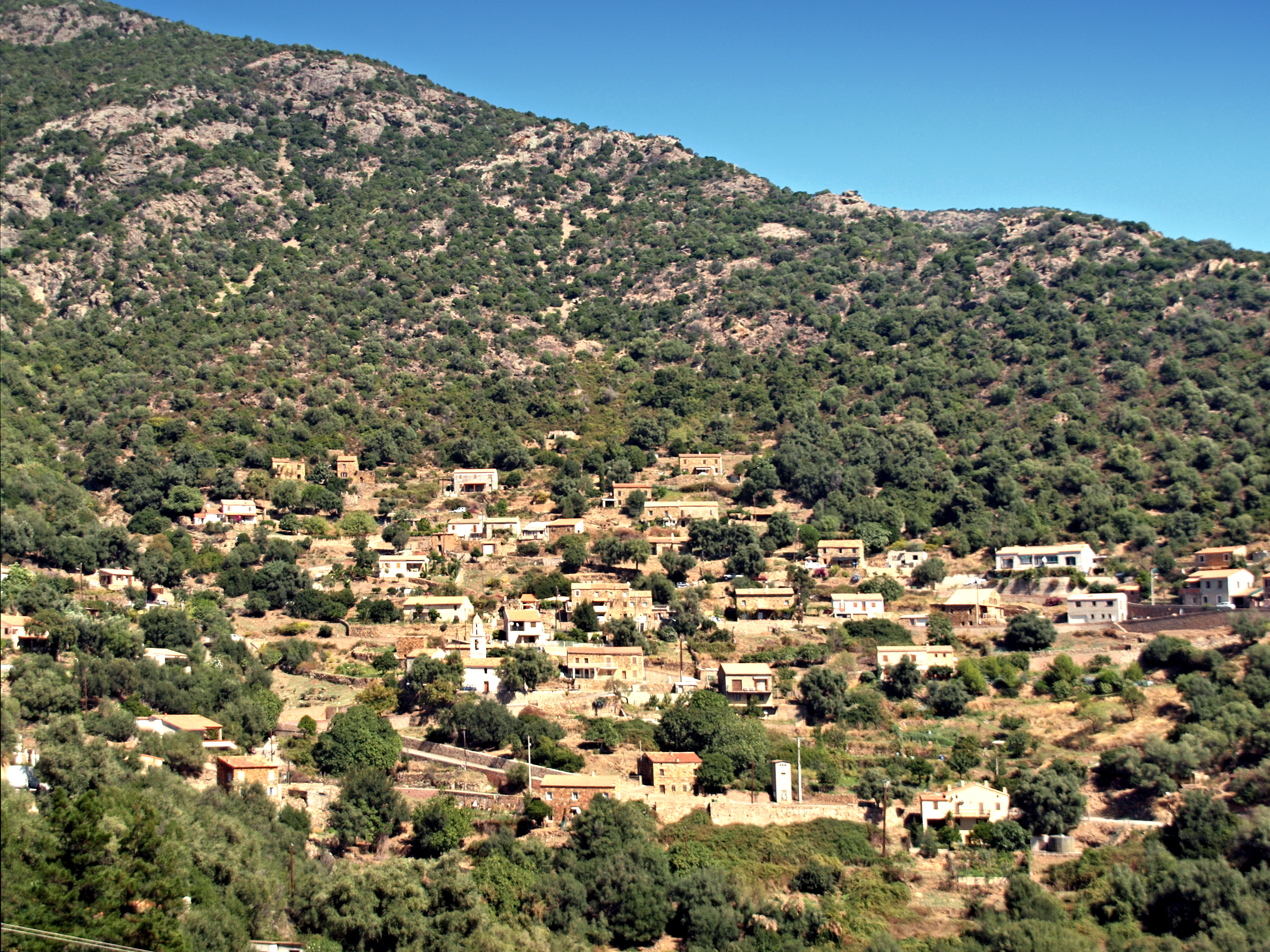
Vue de Curzu

Curzu, l'un des deux principaux hameaux d'Osani, est un village médiéval. Durant la guerre des Cinarchesi (1487-1510), le village s'est dépeuplé, aidé en cela par les fréquentes razzias des pirates. Les habitants qui s'étaient réfugiés en Balagne, seront en 1516 autorisés par l'Office de Saint Georges à s'y réinstaller.
Curzu possède une église remarquable du XIIIe siècle ainsi que des vieilles maisons en pierre de granite. L'ancienne église romane qui se situe dans l'actuel cimetière, a été abandonnée et remplacée en 1862 par l'actuelle église saint Jean-Baptiste.

### Girolata

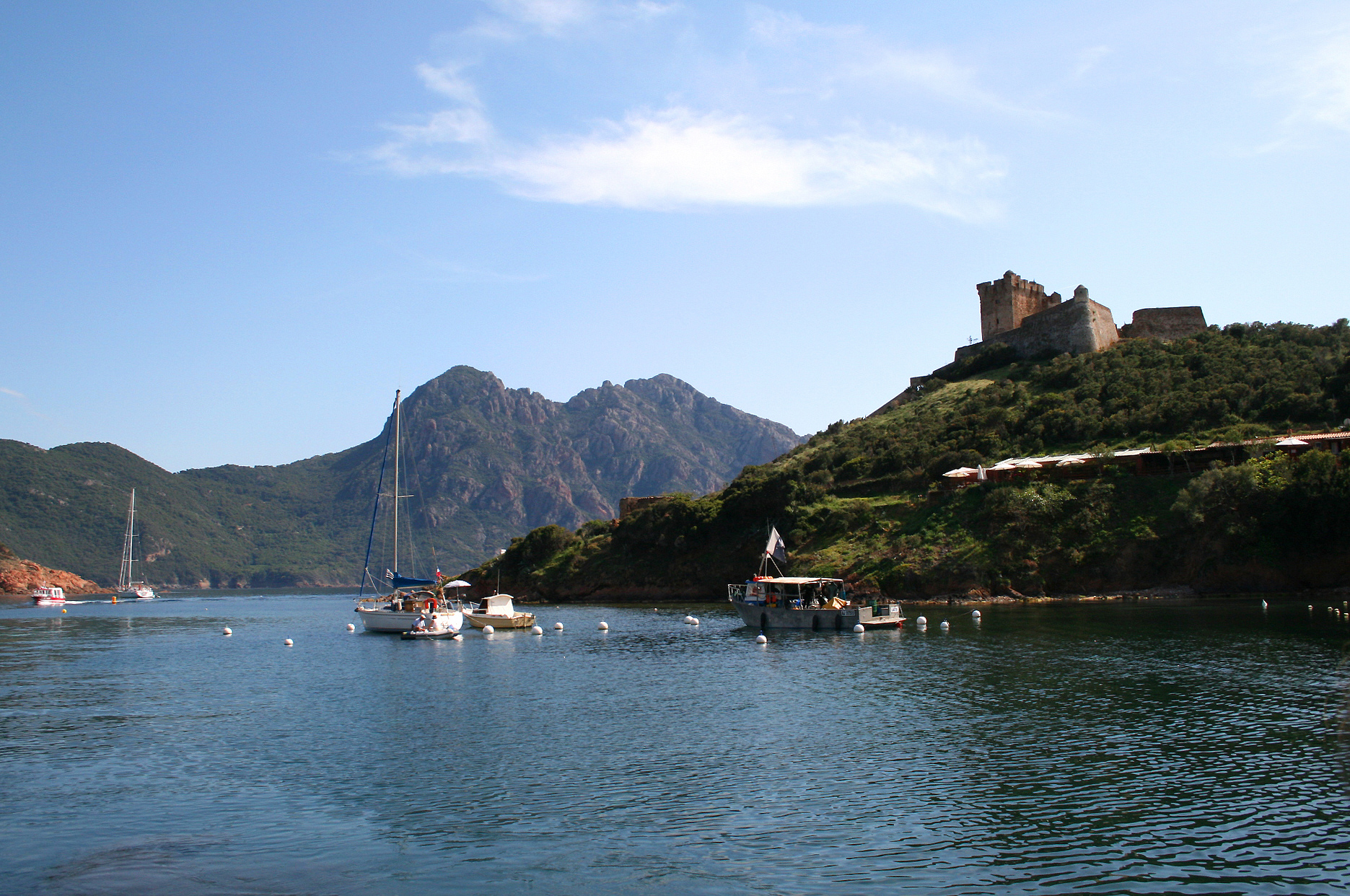
Vue de Girolata

Blotti au fond du golfe éponyme, le hameau de Girolata est situé à proximité de la réserve naturelle de Scandola, au sud de celle-ci. Une dizaine de personnes y vivent toute l'année. Pendant la période estivale, ce sont des milliers de personnes qui le visitent, arrivant par les bateaux de promenades et par les deux sentiers.
Girolata était occupé au XVIe siècle, du temps des Génois. Le fortin de Girolata a été construit par l'ingénieur Gieronimo de Levanto dit le Levantino en 1550-1551, aux frais de la communauté rurale.

## Histoire

### Préhistoire
Le site de Punta Castellucciu était jadis occupé, comme en témoignent les vestiges d'une enceinte préhistorique mentionnée sur les cartes IGN, au sud du Capu Castellucciu.

### Moyen Âge
Le Sia a appartenu durant des siècles aux seigneurs de Leca dont le dernier représentant était Giovan Paolo di Leca, décédé en 1515 à Rome. Leur domaine s’étendait du sud de Calvi jusqu'au nord de Propriano. Les seigneurs de Leca se révoltèrent contre la domination génoise, durant une période dite « guerres des Cinarchesi » ; mais ils furent vaincus et massacrés.
Un document de 1485 témoigne de l'occupation du site ; six villæ sont mentionnées : Curzo, Vetrice, Pinito, Sia, Astica et Ota.
Pendant ces guerres, la pieve du Sia était alliée à des chefs rebelles comme Ghjuvan’ Paulu di Leca (fin du XVe siècle, début du XVIe siècle), qui étaient en résistance contre Gênes. Le Sia sera ainsi souvent dévasté par les Génois, mais aussi par les incursions turques ; les habitants, les Siesi, se regroupaient dans le seul village d’Ota.

« On ne rencontre aucun groupe d'habitations dans tout le pays qui s'étend de Sia à Otta, villages que les guerres anciennes et les incursions des corsaires ont fait complètement abandonner. Le pays produisait des céréales d'excellente qualité, du bétail et beaucoup de miel. »

— Mgr Agostino Giustiniani in Description de la Corse, traduction de Lucien Auguste Letteron in Histoire de la Corse Tome I, p. 56-57

#### Castello di Monte Sanninco
Au cours du XVe siècle, les seigneurs de Leca font construire plusieurs castelli. Parmi ceux-ci, le castello di Monte Sanninco, un site fortifié à la hâte en 1412, par Rinuccio de Leca sur la pointe Est du mont Sennino, dite actuellement Punta Castelluccio (altitude 585 m).
Emprisonné par le comte Vincentello d'Istria avec lequel il était en lutte, Rinuccio s'évada quelques jours après, et, avec un certain nombre de partisans, alla se fortifier à Monte Sanninco ; le comte l'y poursuivit et l'en chassa. Rinuccio se retira aux Rocche di Sia et s'y retrancha plus fortement qu'il ne l'avait fait à Monte Sanninco. Le comte Vincentello d'Istria ne tarda pas à aller l'y attaquer ; mais rencontrant pour le combattre les plus grandes difficultés, il le laissa en repos et conclut avec lui un accord, d'après lequel Rinuccio pourrait rester aux Rocche de Sia sans être inquiété.
Cette forteresse fut délaissée en 1413 en raison de sa vulnérabilité. On peut voir encore aujourd'hui un rempart atteignant par endroits 1,80 m d’épaisseur, courant sur 25 m, et derrière lequel on découvre une plate-forme rectangulaire longue de 9 m et large de 5,50 m ainsi qu’un sommaire poste de guet clos par deux murets est ménagé, 6 m plus haut, sur un léger replat.
Ce castello apparaît sous l’appellation Lo Senno, dans le serment de fidélité que celui-ci prête en 1479 au génois Tommasino de Campofregosode, où il est simplement cité parmi les appartenances du seigneur Giovan Paolo di Leca.
« On lit dans la première édition de Filippini Montesanninco et dans la seconde Montesaninco.  « Ce lieu porte aujourd'hui le nom de Punta d'Osani, à cause du voisinage du hameau d'Osani, érigé en commune il y a environ vingt ans. On devrait donc écrire Monte Osaninco ». (Note de M. V. De Caraffa, Dialogo di Agostino Giustiniani, p. 11) ».

### Temps modernes
En 1516 l'Office de Saint Georges fera droit à la requête présentée par le piévan Tristano représentant les communautés du Sia qui s'étaient réfugiées en Balagne, et « les autorisera à se réinstaller à Curzo, Pinito, Astica et Ota, après prestation d'un serment de fidélité et engagement pris de ne pas contracter mariage ou nouer d'alliances avec des Niolins, constants ennemis de Gênes, sans accord préalable ».
Vers 1520 Sia était le nom de la pieve formée par la vallée du Porto. Elle était inhabitée en raison des fréquentes invasions des Barbaresques. Le seul lieu habité était Ota qui comptait environ 250 habitants.
C'est en fait l'Office de Saint Georges qui avait ordonné le dépeuplement de Sia en raison de l'insoumission de ses habitants à la Seigneurie des Leca, et qui avait fait brûler maisons et cultures.
En 1540 les Génois conduits par Zannetino Doria neveu d'Andrea Doria, capturent à Girolata Dragut amiral turc et l'un des corsaires les plus célèbres de l'Empire ottoman.
Après la cession le 15 mai 1768 de la Corse à la France par les Génois, la pieve de Sevinfuori est créée. Elle réunit les anciennes pieves de Sia et de Salogna en 1771. De même est créée la pieve de Sevindentro.
Après la bataille et la défaite des Nationaux à Ponte-Novo le 8 mai 1769, la lutte n'est pas pour autant terminée. Le 2 juin 1769, le lieutenant-colonel de Geoffre du régiment de Bourgogne attaque la tour de Girolata et l'enlève malgré une résistance acharnée des Nationaux qui s'y sont retranchés.
Au XVIIIe siècle Osani n'existait pas. La pieve de Sevinfuori comprenait Ota, Porto, Serriera, Piana et Partinello. La population qui avait déserté la pieve au XVIe siècle puis à nouveau, au XVIIe siècle, avait été autorisée par l'Office de Saint Georges à revenir occuper les lieux à la fin du XVIe siècle. Ceux qui arrivent sont des bergers transhumants qui forment des communautés rurales.
- 1790 - Avec la Révolution, les pieves prennent le nom de canton. Les cantons locaux sont appelés "canton d'Evisa" (Sevidentro) et "canton de Piana" (Sevinfuori).
- 1793 - La pieve de Sevidentro qui couvrait le territoire de la future commune d'Osani, devient le canton d'Évisa.
- 1807 - Le 30 septembre, la paroisse d'Osani est créée par décret[2].
- 1864 - Le 18 mai est créée la commune d'Osani, en même temps que celle de Partinello et de Serriera, par un transfert de territoires communaux d'Évisa et d'Ota[18]. Les lieux habités sont Curzo, Girolata et Osani qui devient chef-lieu de la commune. Osani est dans le canton d'Évisa, l'arrondissement d'Ajaccio et le département de Corse.

### Époque contemporaine
- 1954 - Osani faisait partie du canton d'Evisa avec les communes de Cristinacce, Évisa, Marignana, Partinello et Serriera. La commune comptait alors 409 habitants[17].
- 1973 - Les cantons d'Évisa et de Piana sont réunis au sein du canton des Deux-Sevi. Le chef-lieu en est Piana.
- 1975 - Le département de Corse est divisé en deux ; Osani est en Corse-du-Sud.

## Politique et administration

### Liste des maires
| Période                                  | Période  | Identité                      | Étiquette | Qualité         |
| ---------------------------------------- | -------- | ----------------------------- | --------- | --------------- |
| avant 1981                               | ?        | Bonaventure Ceccaldi          |           |                 |
| 1989                                     | 2001     | Dominique Colonna (1934-2009) |           |                 |
| 2002                                     | 2020     | François Alfonsi              | FaC       | Député européen |
| 2020                                     | En cours | Gisèle Colonna-Pan (1942-)    |           |                 |
| Les données manquantes sont à compléter. |          |                               |           |                 |

## Population et société

### Démographie
L'évolution du nombre d'habitants est connue à travers les recensements de la population effectués dans la commune depuis 1866. Pour les communes de moins de 10 000 habitants, une enquête de recensement portant sur toute la population est réalisée tous les cinq ans, les populations de référence des années intermédiaires étant quant à elles estimées par interpolation ou extrapolation. Pour la commune, le premier recensement exhaustif entrant dans le cadre du nouveau dispositif a été réalisé en 2004.

En 2022, la commune comptait 95 habitants, en évolution de −1,04 % par rapport à 2016 (Corse-du-Sud : +7,61 %, France hors Mayotte : +2,11 %).
| 1866 | 1872 | 1876 | 1881 | 1886 | 1891 | 1896 | 1901 | 1906 |
| ---- | ---- | ---- | ---- | ---- | ---- | ---- | ---- | ---- |
| 266  | 372  | 388  | 351  | 429  | 527  | 523  | 542  | 571  |

| 1911 | 1921 | 1926 | 1931 | 1936 | 1946 | 1954 | 1962 | 1968 |
| ---- | ---- | ---- | ---- | ---- | ---- | ---- | ---- | ---- |
| 523  | 522  | 575  | 516  | 559  | 447  | 409  | 190  | 184  |

| 1975 | 1982 | 1990 | 1999 | 2004 | 2006 | 2009 | 2014 | 2019 |
| ---- | ---- | ---- | ---- | ---- | ---- | ---- | ---- | ---- |
| 175  | 121  | 103  | 90   | 95   | 95   | 114  | 99   | 99   |

| 2022 | - | - | - | - | - | - | - | - |
| ---- | - | - | - | - | - | - | - | - |
| 95   | - | - | - | - | - | - | - | - |

### Enseignement
L'école primaire publique la plus proche se situe à Piana, distante de 34 km environ ; le collège JF-Orabona de Calvi se trouve à 54 km et le collège nationalisé Camille Borossi de Vico à 58 km ; le lycée de Balagne à L'Île-Rousse est à 70 km et ceux d'Ajaccio à plus de 100 km.

### Santé
Le plus proche hôpital est le centre hospitalier de Calvi-Balagne, ex antenne médicale de Balagne (AMU de Calvi) - adresse : lieu-dit Guazzole - 20260 Calvi, distant de 47 km. Le centre hospitalier Notre-Dame de la Miséricorde d'Ajaccio est distant d'environ 120 km. Un centre médico-psychologique et centre accueil thérapeutique à temps partiel se trouve à Sagone (65 km).
On trouve des médecins à Ota (27 km) et à Cargèse (52 km), une pharmacie à Ota et une autre à Porto, les plus proches masseurs-kinésithérapeutes à Cargèse, et infirmiers à Ota et à Piana.

### Cultes
L'église San Francescu qui est la paroisse, relève du diocèse d'Ajaccio.

### Manifestations culturelles et festivités
- 29 août, fête de Curzu.
- 17 septembre, fête d'Osani (stigmates de saint François).

### Sports

#### Randonnées

##### Mare e Monti
Le GR « Tra Mare e Monti » (Entre Mer et Montagnes) qui permet de relier Calenzana à Cargèse, traverse le territoire de la commune.
Ce sentier balisé vient de Galéria et la forêt domaniale du Fango au nord. Il pénètre dans la commune par Punta di Literniccia (736 m). De ce point, il offre deux possibilités : faire la boucle de Girolata via Capu Licchia (639 m) et repartir vers Punta di Munditoghiu (641 m) pour retrouver son itinéraire normal vers le sud Curzu (gîte d'étape), Partinello, Serriera, etc., ou couper court en passant par le col de Palmarella (408 m) et poursuivre au sud.

##### Balade de Girolata
La Balade de Girolata a une longueur de (32 km) et une durée prévue de 11 heures pour de « bons marcheurs ». La randonnée depuis le col de Palmarella (408 m), fait passer par Punta di Munditoghiu (641 m) à l'Est puis emprunter le GR Tra Mare e Monti en suivant une ligne de crête formée par Punta du Capu Tondu (803 m), Punta di u Tartavellu (825 m) et longeant au sud le flanc occidental de Punta Salisei (927 m), la crête de Salisei jusqu'à Capu di Curzu (852 m). Il se prolonge en continuant à l'ouest par le sentier Tra Mare e Monti Variante avec une autre ligne de crête en direction de Bocca a Croce (col de la Croix - 269 m). L'itinéraire se poursuit en remontant vers le nord par la route D 81 via, successivement, les bergeries de Chiostraccia (ruinées) et de Vezia, pour ensuite reprendre le sentier Mare e monti en direction de Girolata où sont des gîtes d'étape. De là, le sentier remonte au nord vers Capu Licchia (639 m), suit la ligne de crête jusqu'à Punta di Literniccia (736 m) à l'est et rejoint le col de Palmarella.

## Économie
Fin XIXe siècle, la mine d'anthracite dite mine d'Osani entrait en exploitation. En 1905, au plus fort de son activité, la mine employait 89 ouvriers pour une production de 1 000 tonnes. La démolition du quai d'embarquement par une violente tempête marquera le déclin de la mine qui est mise en liquidation en 1966.
De nos jours, la commune tire profit du tourisme estival, notamment par les visites de son site réserve naturelle de Scandola inscrit au patrimoine mondial de l'UNESCO. Le petit port de Girolata ne désemplit pas l'été avec les nombreuses relâches des bateaux-promenades qui viennent y déverser les passagers.

## Culture locale et patrimoine

### Lieux et monuments
La commune recèle de remarquables édifices militaires datant de l'époque génoise : un fortin et deux tours génoises. 

Afin de contenir la montée du péril barbaresque, des défenses littorales sont mises en place par Gênes entre 1551 et 1611. En plus de la place forte de Girolata, sept tours de guet seront construites. Concernant Osani, ce sont deux tours commandant la baie d’Elbo : la tour de Gargalo en 1610 et la tour de l’Imbuto en 1611.
L'architecture de ces deux tours est commune à toutes celles qui ceinturent l’île. Elles sont édifiées sur trois niveaux, la base séparée du second niveau par un cordon à plus de 4 m de haut. Une citerne est ménagée dans l’épaisseur de ses murs. Au deuxième niveau, une porte accessible par une échelle ouvre  sur la pièce d’habitation équipée d’une cheminée et d’un puits communiquant avec la citerne. Un escalier de pierre conduit à une terrasse sommitale couronnée d’un mâchicoulis à parapet sur corbeaux et surmontée d’une guette haute de plus de 3 m. La plate-forme supportait des pièces d'artillerie. Les eaux pluviales y était collectées et une canalisation alimentait la citerne.

#### Fortin de Girolata

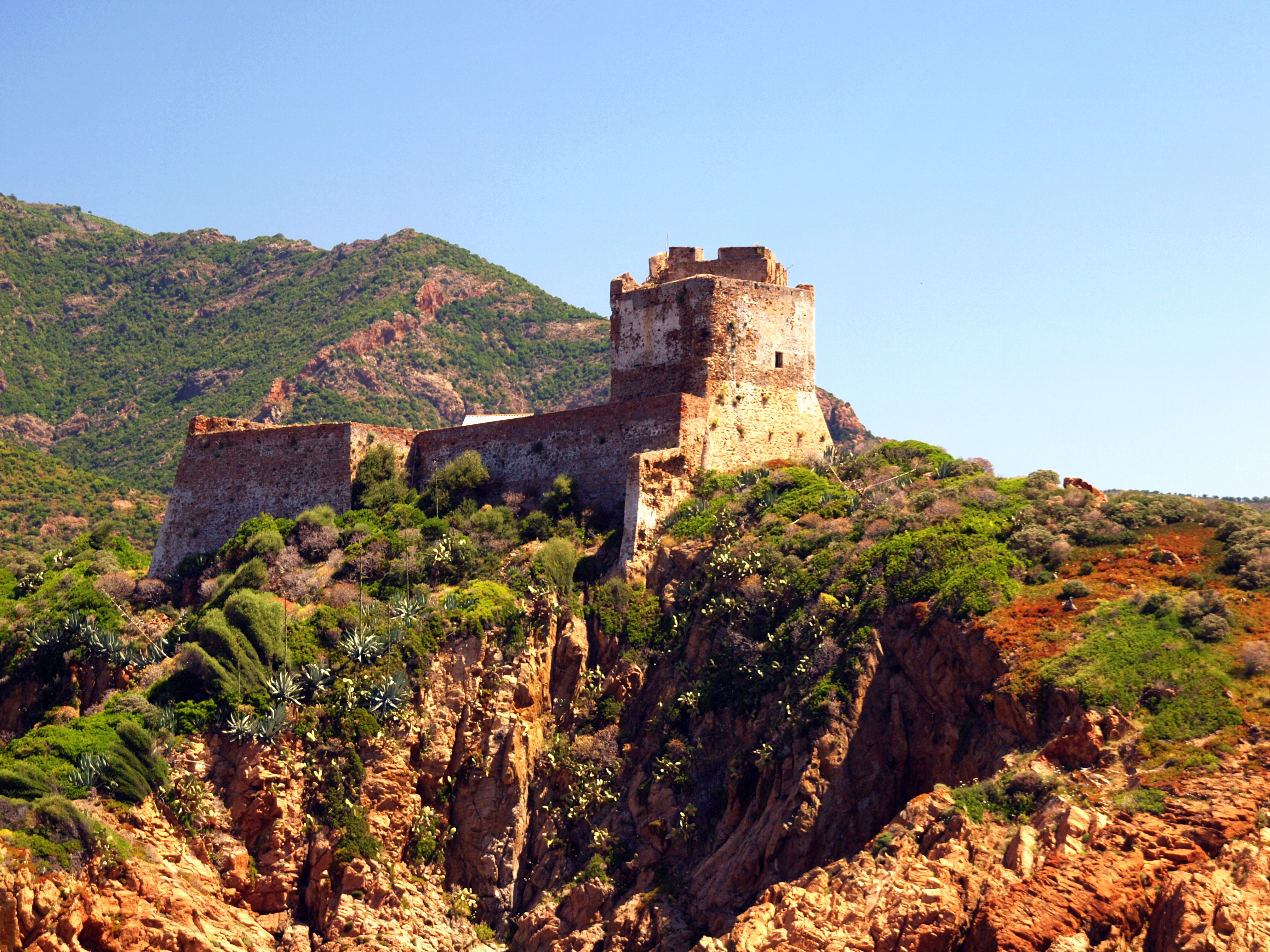
Fortin de Girolata

Au milieu du XVIe siècle, dans sa lutte contre les invasions des Barbaresques, la banque de Saint-Georges décide de faire fortifier le golfe de Porto. Le fortin de Girolata et la tour du Sia, dite tour de Porto, sont érigées. La construction du fortin se fera en trois temps : 1552, 1604 et 1611. Les travaux sont effectués par l'architecte Da Levanto Geronimo, puis à la suite de son décès, sont terminés par Giovan Battista de Franchi.
Le fortin est un ensemble défensif constitué d'une enceinte fortifiée, polygonale bastionnée, protégeant une tour et ses annexes. La tour est constituée de deux constructions imbriquées, élevées sur trois niveaux en moellons de granit. La tour principale dénommée Torre Grande, est flanquée de la Torre Mezza. Dans l'enceinte une chapelle a été bâtie avec, en contrebas, la poudrière.
Le fortin est classé Monument historique par arrêté du 23 octobre 2013. Le site est classé, sur la liste du patrimoine mondial.

#### Tour d'Elbo

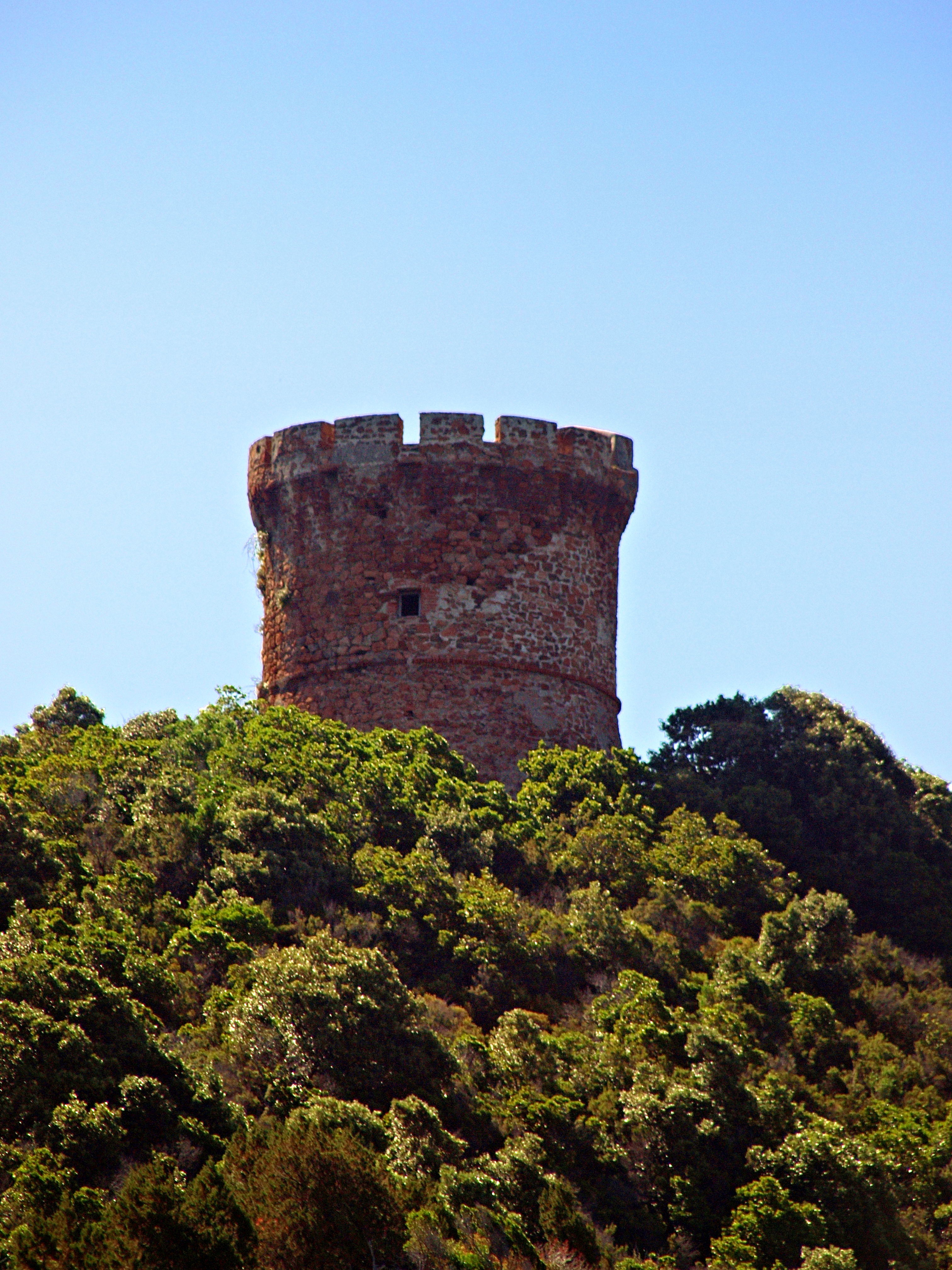
Tour d'Elbo

La tour d'Elbo (Elbu), autrefois appelée Tour d'Imbuto,, est une tour qui fait partie d'un ensemble de tours du dispositif de défense mis en place par les Génois, entre 1605 à 1611, car à cette époque, toutes les côtes de l'île étaient razziées par les Barbaresques, notamment celles du littoral du Vicolais. L'édification de ces tours avait débuté vers le milieu du XVIe siècle, aux frais des communautés et pievi, et servaient aux guetteurs à signaler, au moyen de feux, l'approche des bateaux de la flotte ottomane.
Cette tour ainsi que sa voisine, la tour de Gargalo, se trouvent isolées de toute habitation. Savoir que les Génois avaient fait évacuer toutes les populations, depuis Calvi jusqu'à Ajaccio, hormis de rares places fortifiées comme Girolata et Porto (ou Porto de Sia).
La tour d'Elbo qui domine la marine éponyme, à l'est de la presqu'île de Scandola, se trouve au fond de la baie d'Elbo. Elle est située hors de la Réserve naturelle de Scandola, mais dans le site Scandula du Conservatoire du littoral, « à cheval » sur Osani et Galéria.
Elle est accessible depuis le ravin de Canalette (il se termine à la petite plage de la marine d'Elbu) d'où part un petit sentier d'environ 500 m.

#### Tour de Gargalu

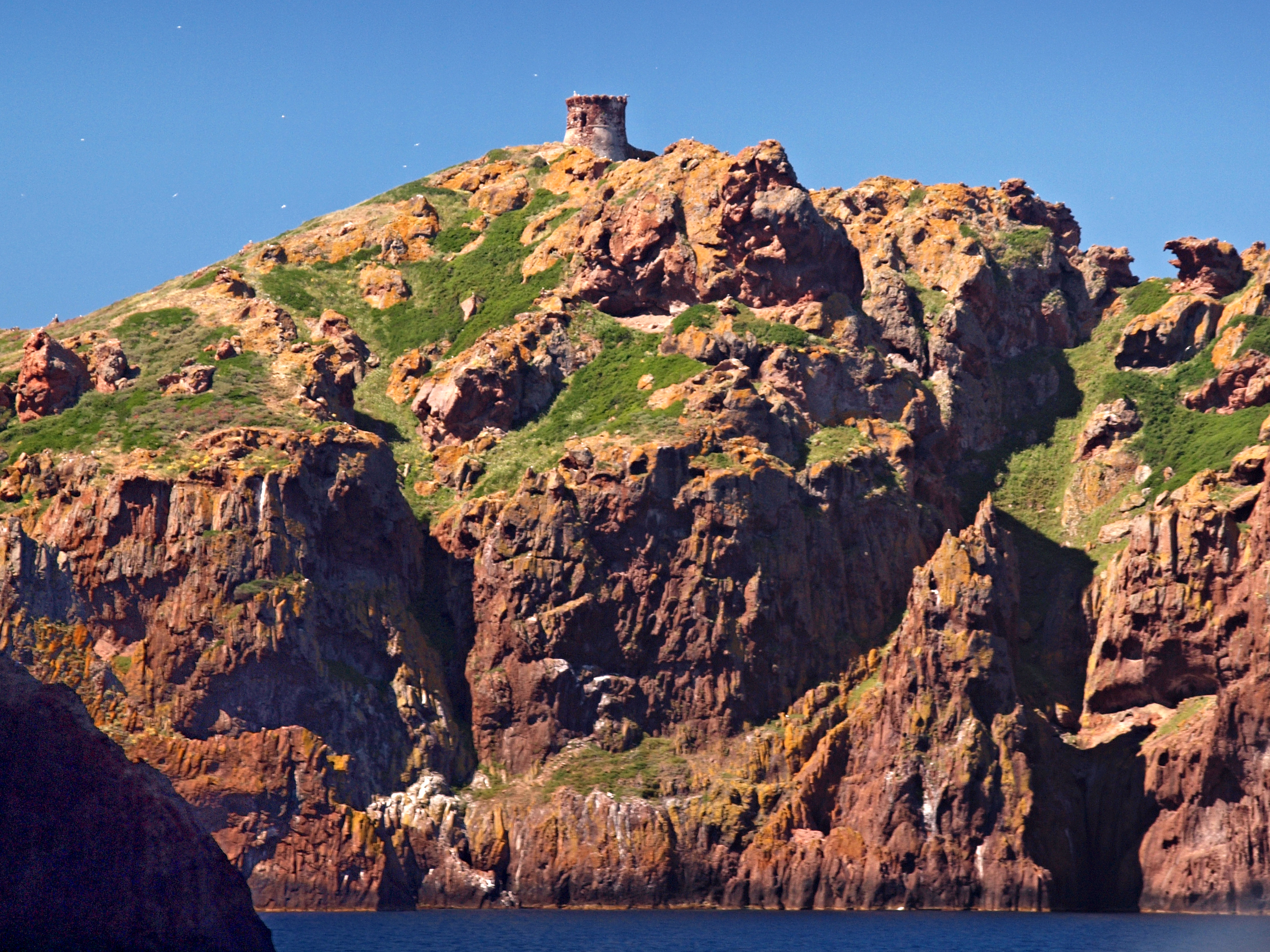
Tour de Gargali

Comme son nom l'indique, la tour génoise de Gargali (Gargalu) se dresse à 129 m d'altitude, au sommet de l'île de Gargali, qui est la partie extrême occidentale de la Corse. Construite en 1610, elle était investie jusqu'au milieu du XIXe siècle. Cette tour a été restaurée.
Avec la tour d'Imbuto, elle commandait la baie d'Elbo. Elle communiquait avec les soldats génois qui occupaient le fortin de Girolata. Du fait de sa situation dans la Réserve naturelle de Scandola, son accès est interdit à toute personne non autorisée.

#### Mine d'anthracite dite mine d'Osani
La mine d'anthracite a été exploitée en fin du XIXe siècle. Au plus fort de son exploitation, en 1905, la mine employait 89 ouvriers pour une production de 1 000 tonnes. La destruction de la station de chargement par la tempête en 1907 sera suivi d'une forte diminution de la production. Malgré quelques tentatives de reprises des activités les années qui suivirent, les derniers travaux sur la concession sont effectués de 1942 à 1943. Propriétaire depuis 1945, l'Union Minière de la Méditerranée est mise en liquidation en 1966.
La mine est reprise à l'Inventaire général du patrimoine culturel - Dossier versé le 10 août 2006. Excavations et terrils situés à l'est du village, qui datent de la deuxième moitié XIXe siècle ou du premier quart XXe siècle et sont propriété privée.

#### Autres patrimoines civils
- Phare de l'île de Gargali à l'est de la Réserve naturelle de Scandola.
- Fontaine publique au centre du village. Elle a été inaugurée le 7 août 1927.
- Four familial (famille Ceccaldi di u delegatu), le dernier en état dans le village, à droite de la fontaine.
- Plaque commémorative « À la mémoire des enfants d'Osani morts pour la patrie durant la Grande Guerre 1914 - 1918 ». Elle est apposée sur la façade frontale de l'église paroissiale.

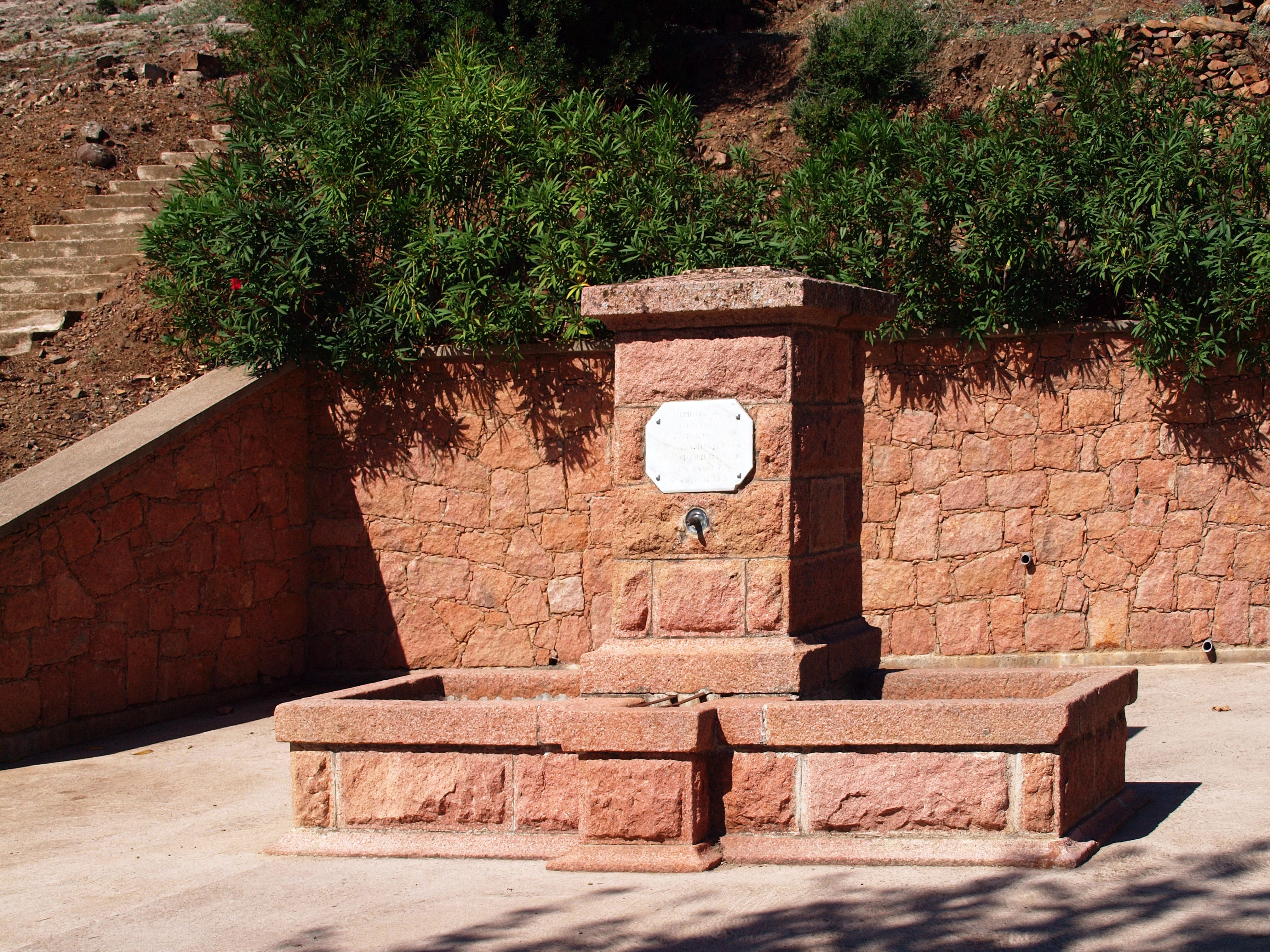
Fontaine publique.
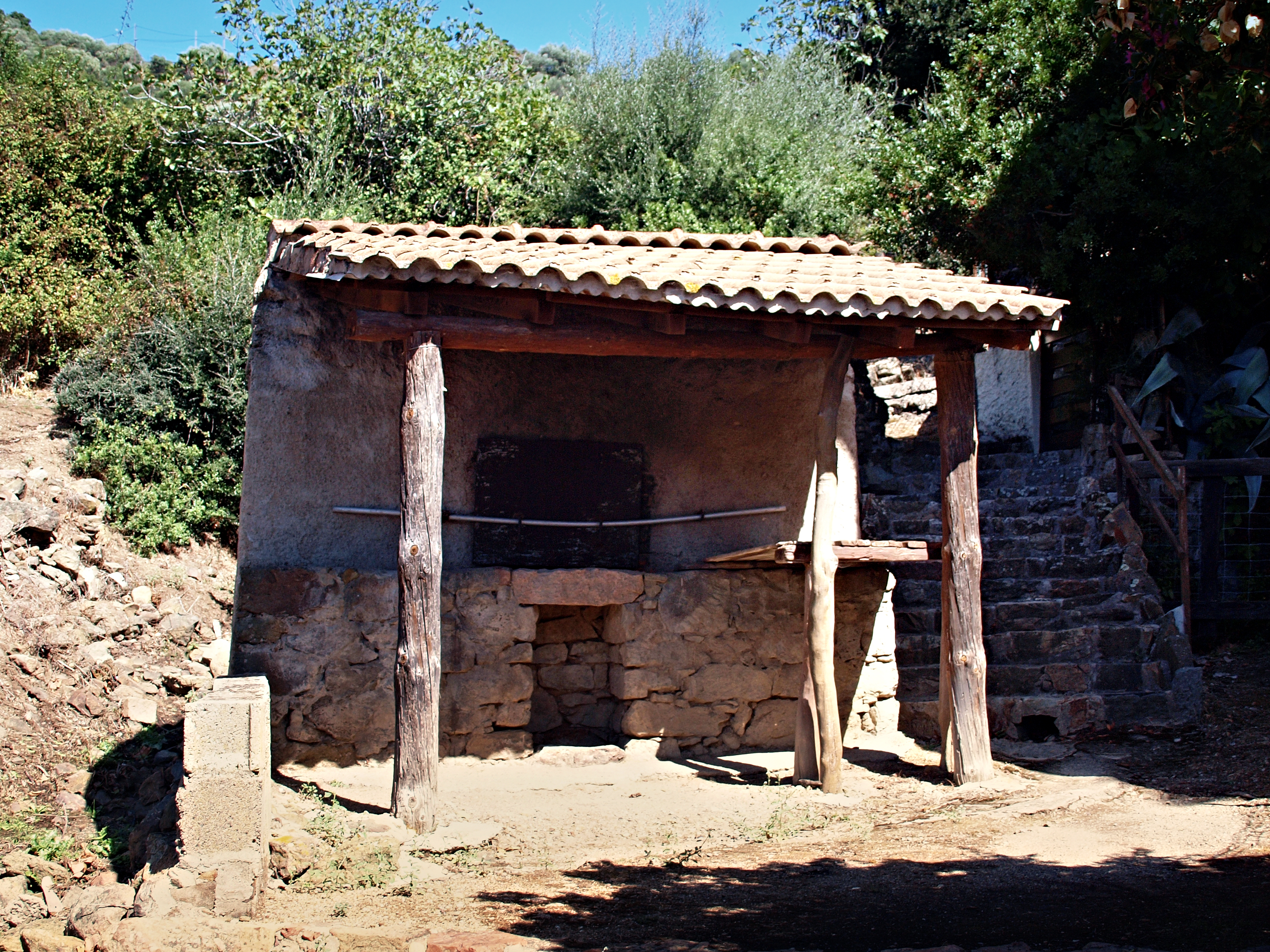
Four familial proche de la fontaine.
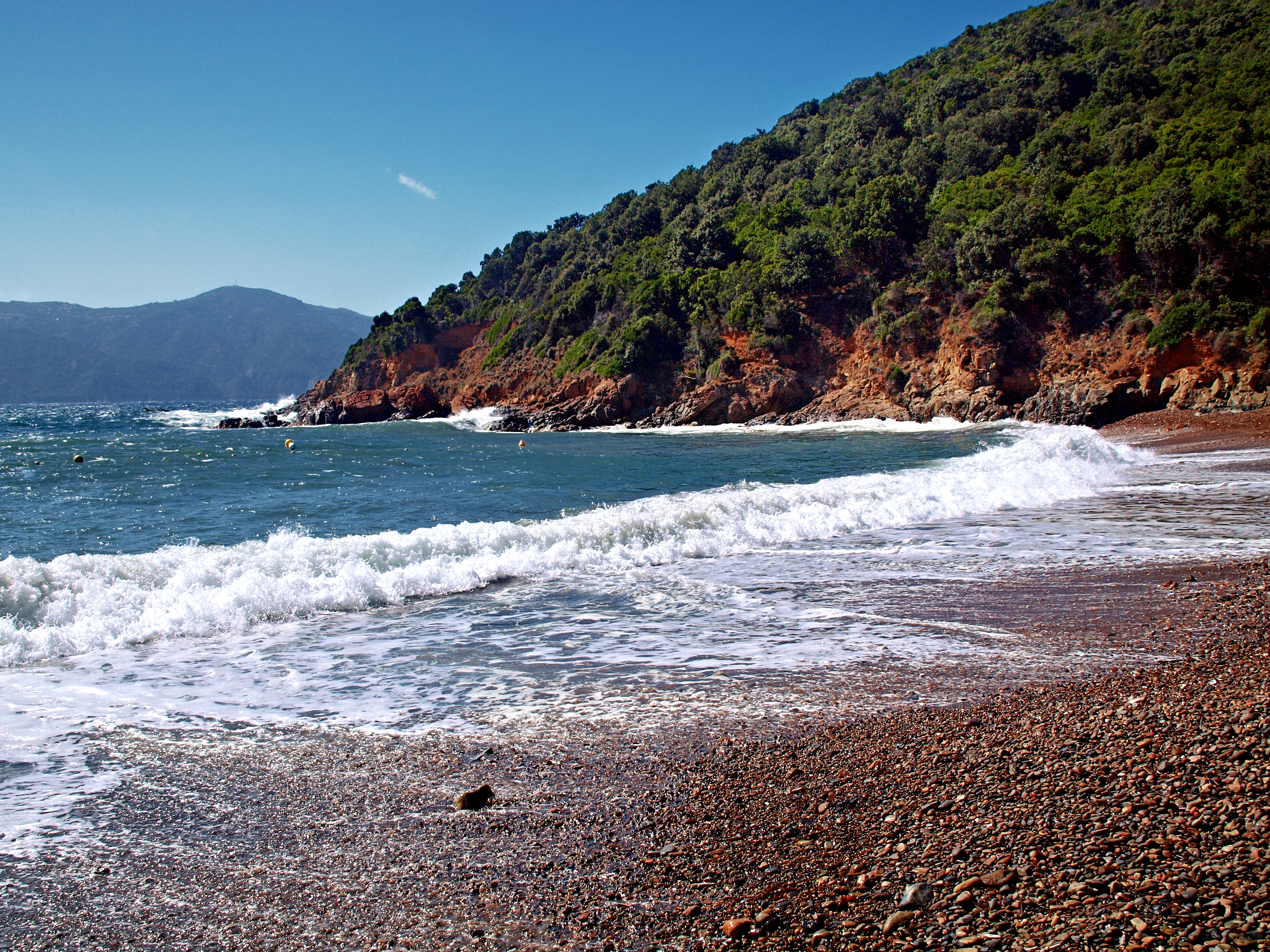
La droite de la plage de E gratelle.
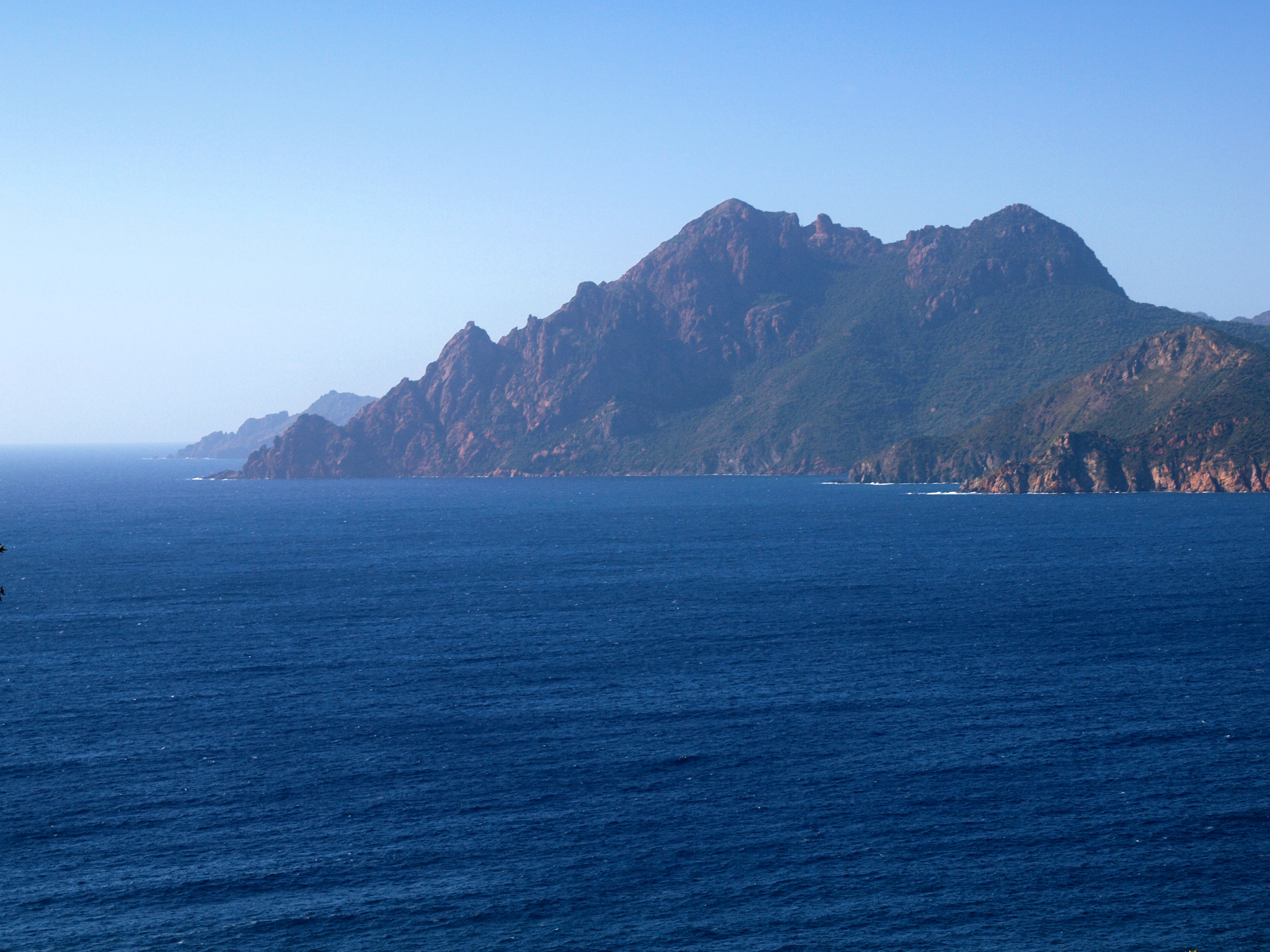
Punta a Scopa.
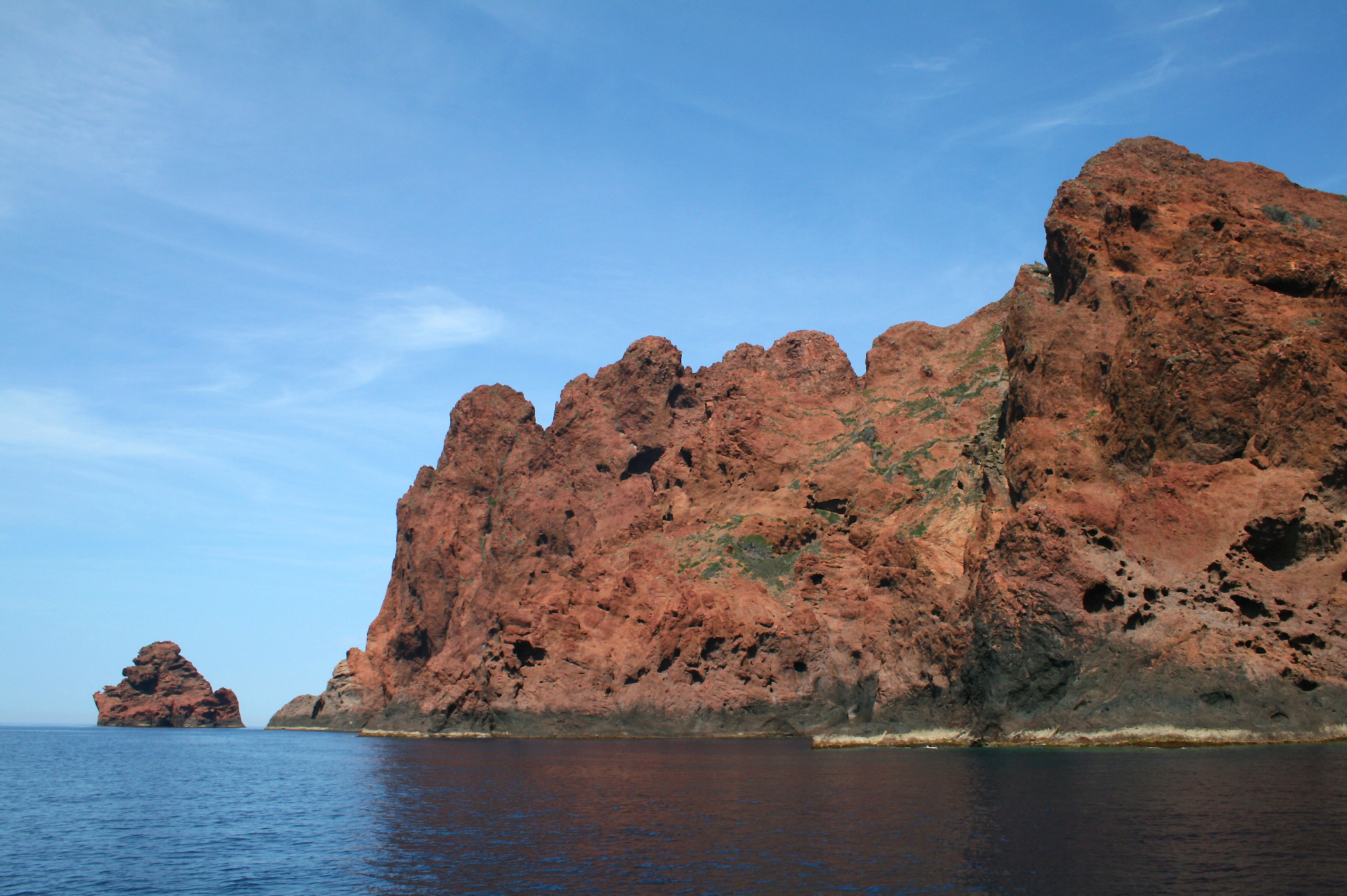
Scandola - Île de Gargalo et îlot Palazzu.
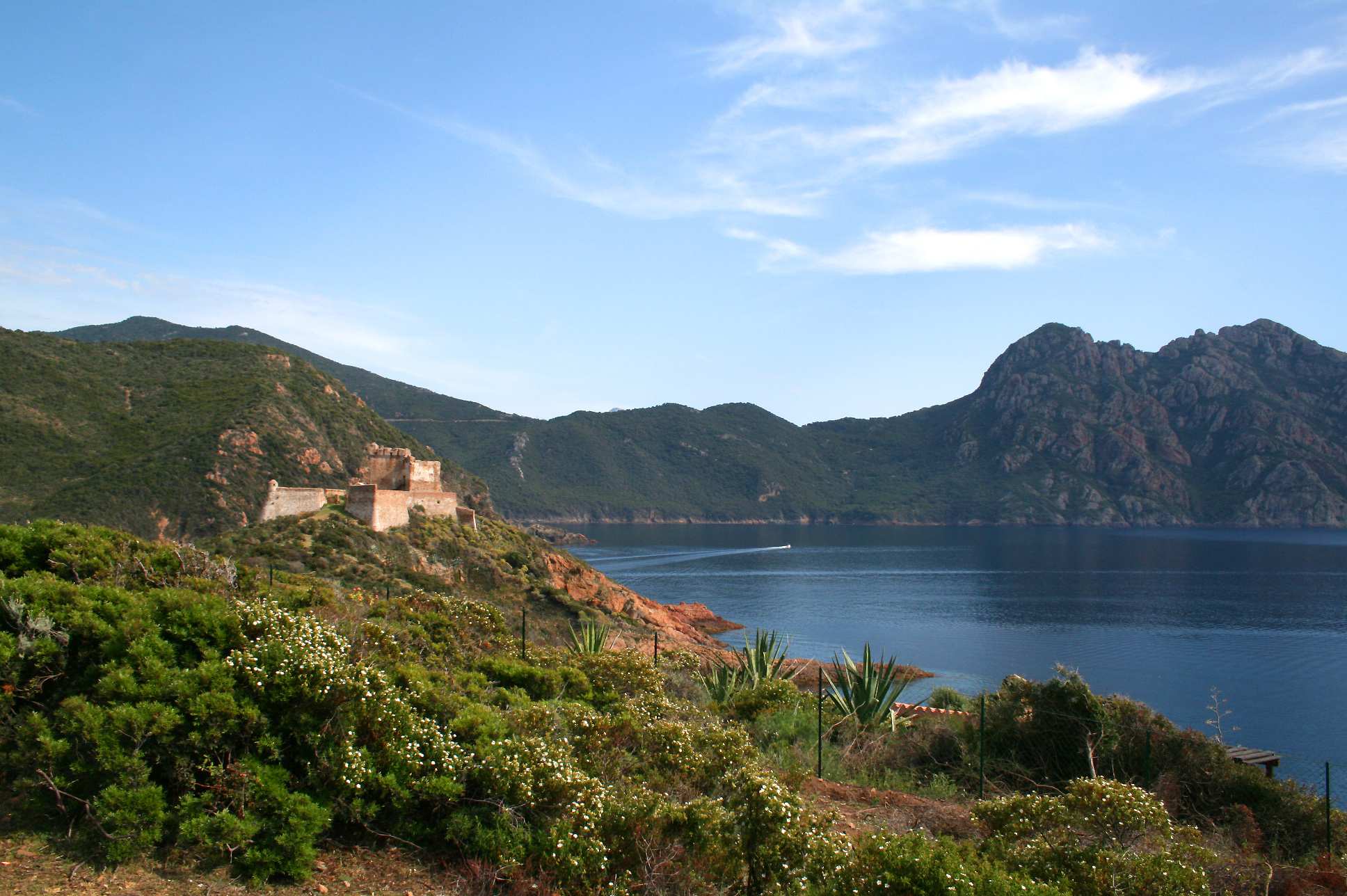
Forteresse génoise et golfe de Girolata.
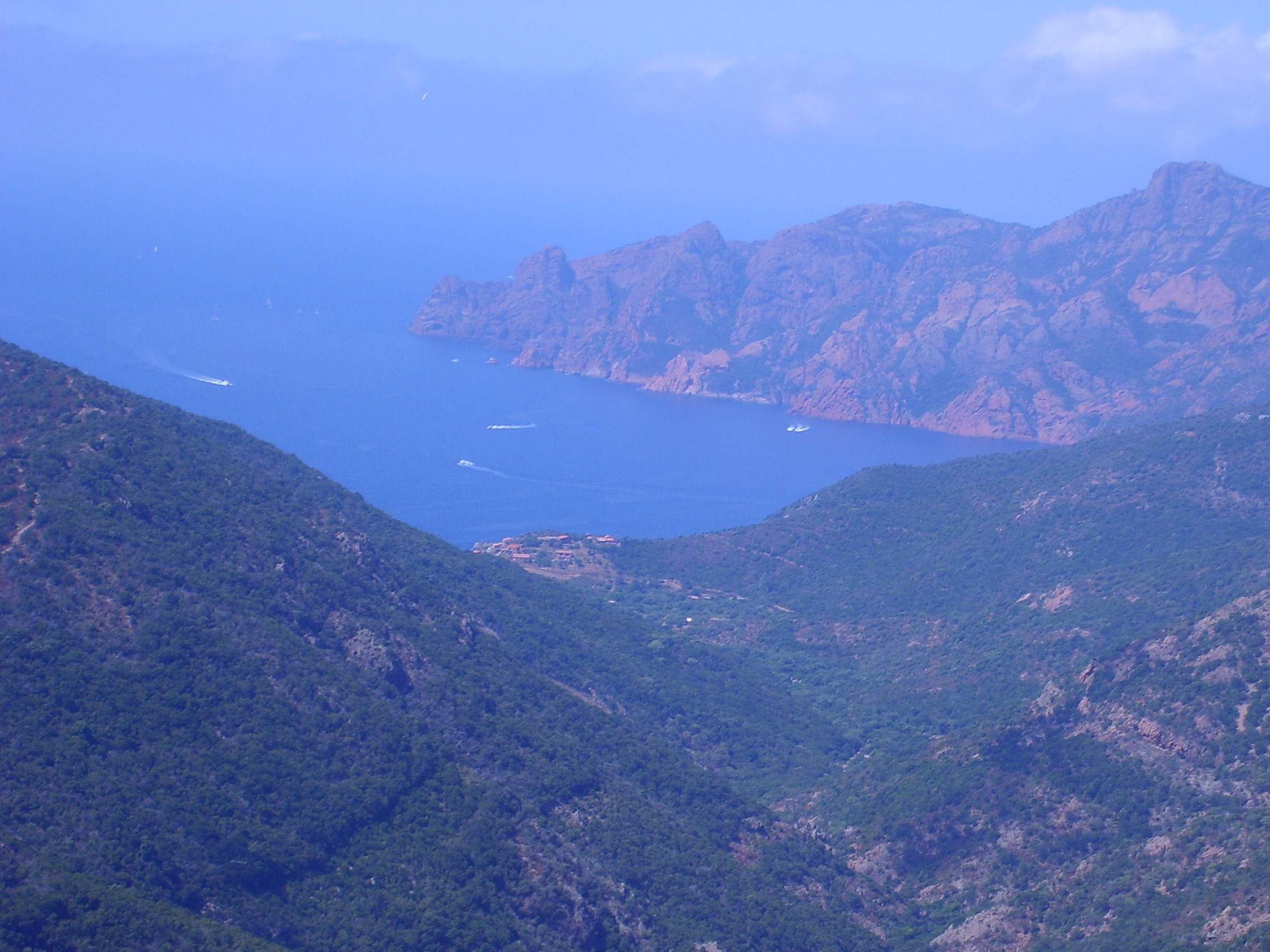
Depuis la route la plus proche.

#### Église Saint-Jean-Baptisteno2
L'église Saint-Jean-Baptiste no  2 datant du XIIIe siècle (?) ; 4e quart XVIIIe siècle bâtie en granite et moellon. Ruinée en raison de la désertification de la pieve, elle est restaurée entre 1775 et 1792.
Cette ancienne église romane qui se situe dans l'actuel cimetière à Curzu, a été abandonnée et remplacée en 1862 par l'actuelle église saint Jean-Baptiste. L'édifice est repris à l'inventaire général du patrimoine culturel - Dossier versé le 27 juillet 2007.

#### Église Saint-François

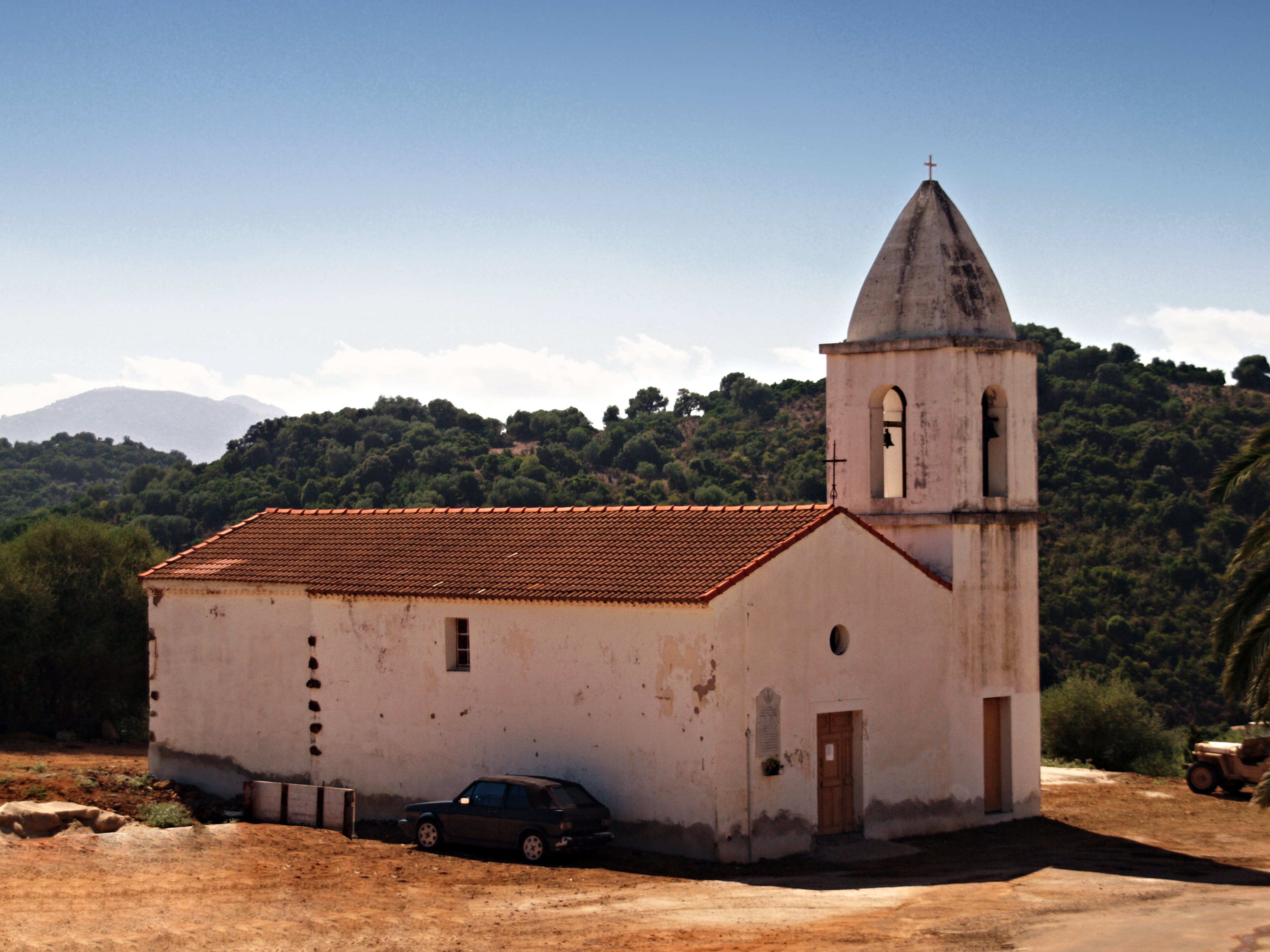
Église Saint-François

L'église paroissiale Saint-François édifiée dans la première moitié du XIXe siècle, située isolée, au cœur du village d'Osani.

#### Église Saint-Jean-Baptiste

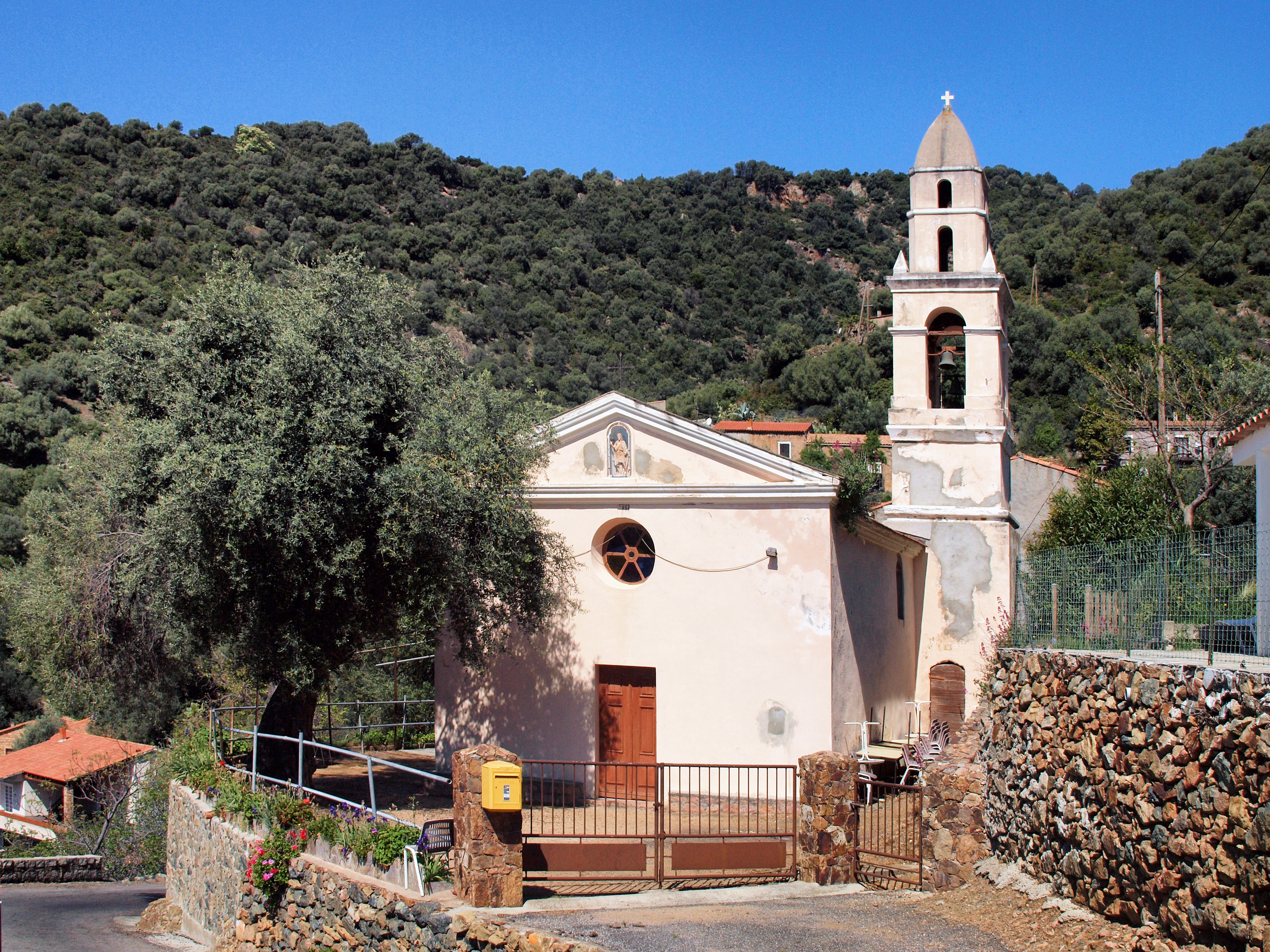
Église Saint-Jean-Baptiste de Curzu

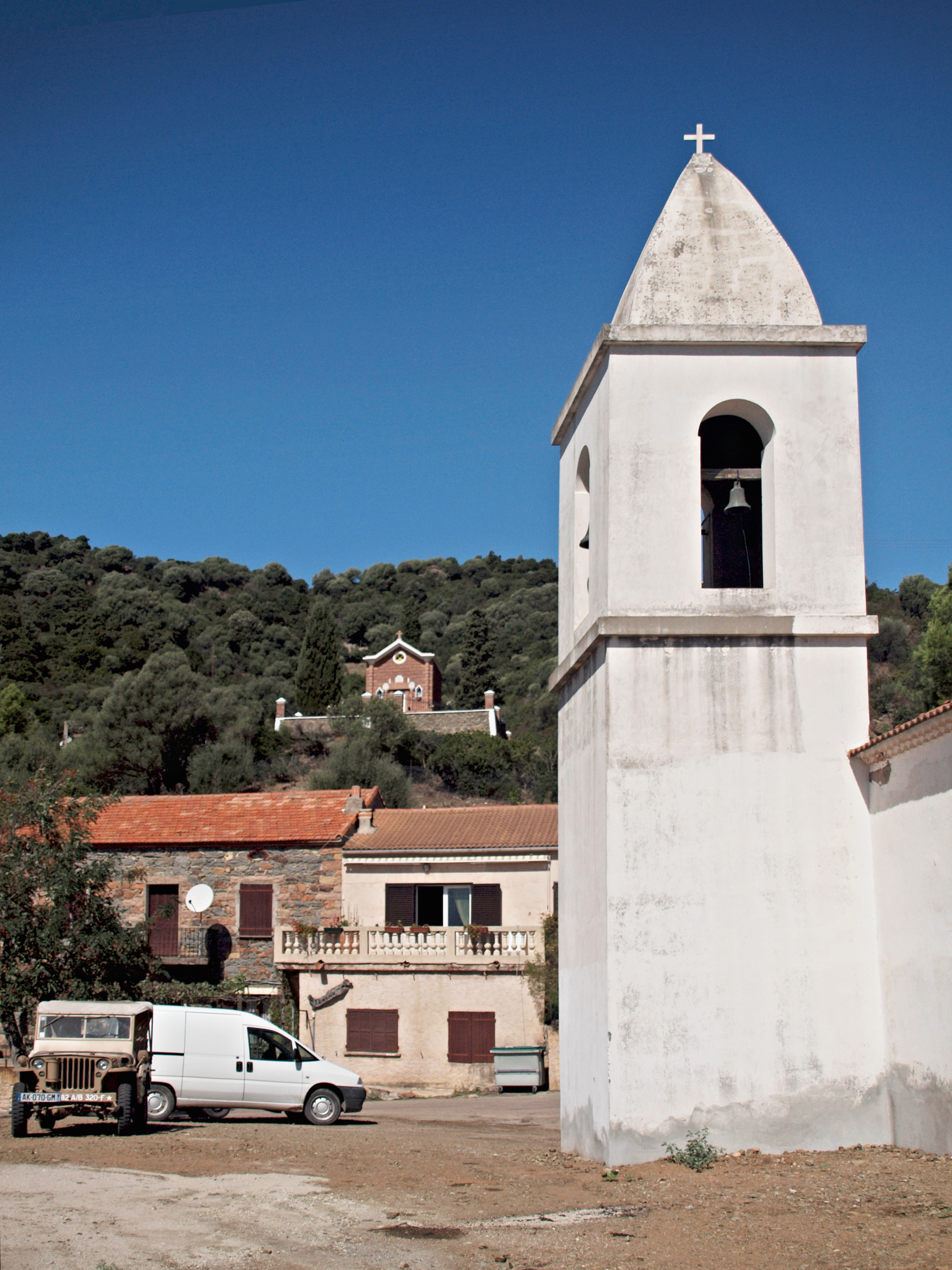
Clocher de l'église Saint-François, tombe de Lorenzo

L'église Saint-Jean-Baptiste est située à Curzu. Elle a été bâtie en 1862 en remplacement de l'ancienne église située dans l’actuel cimetière, restaurée moins d’un siècle plus tôt.

#### La tombe de Lorenzo

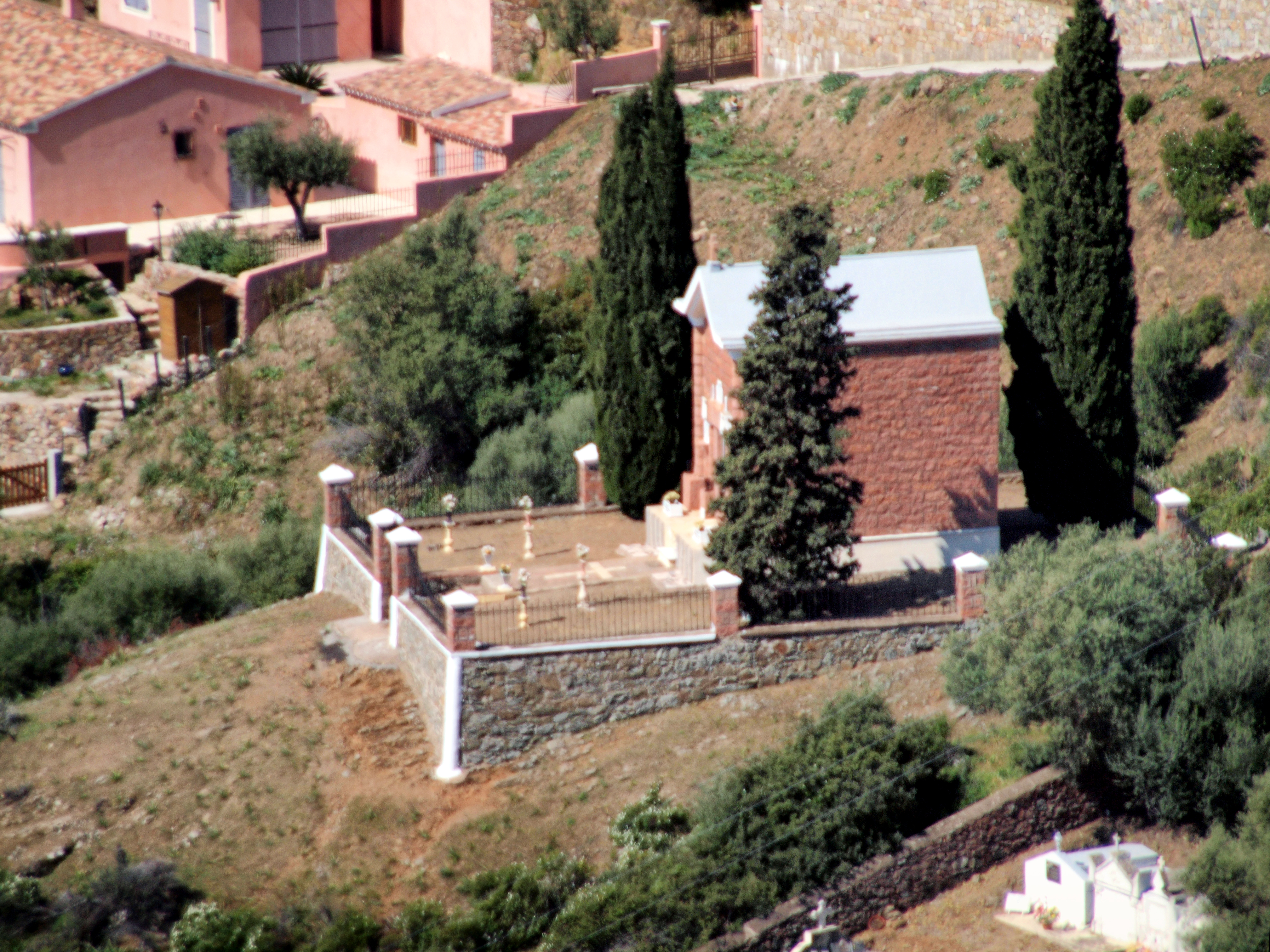
Tombe de Lorenzo

Toute de granit rouge richement décorée, elle domine le cimetière d'Osani. Sépulture de Pierre Marie Ceccaldi, ancien maire de la commune, elle est à l'origine d'une légende.
Jardinier de son état, Lorenzo vécut une tragique histoire d'amour. Calixta sa fiancée avec laquelle il devait se marier, partit un jour avec la confrérie soigner les malades d'une épidémie. Pressentant ne plus la voir revenir, Lorenzo mourut de chagrin le soir même du départ de Calixta. Touchés par cette histoire, les villageois décidèrent d'ériger la tombe à la mémoire de Lorenzo, la plus belle du cimetière. Personne ne sut où est morte Calixta. Certains soirs d'été comme le veut la légende, on peut voir Lorenzo guetter le retour de sa promise.

### Patrimoine naturel

#### Golfe de Girolata

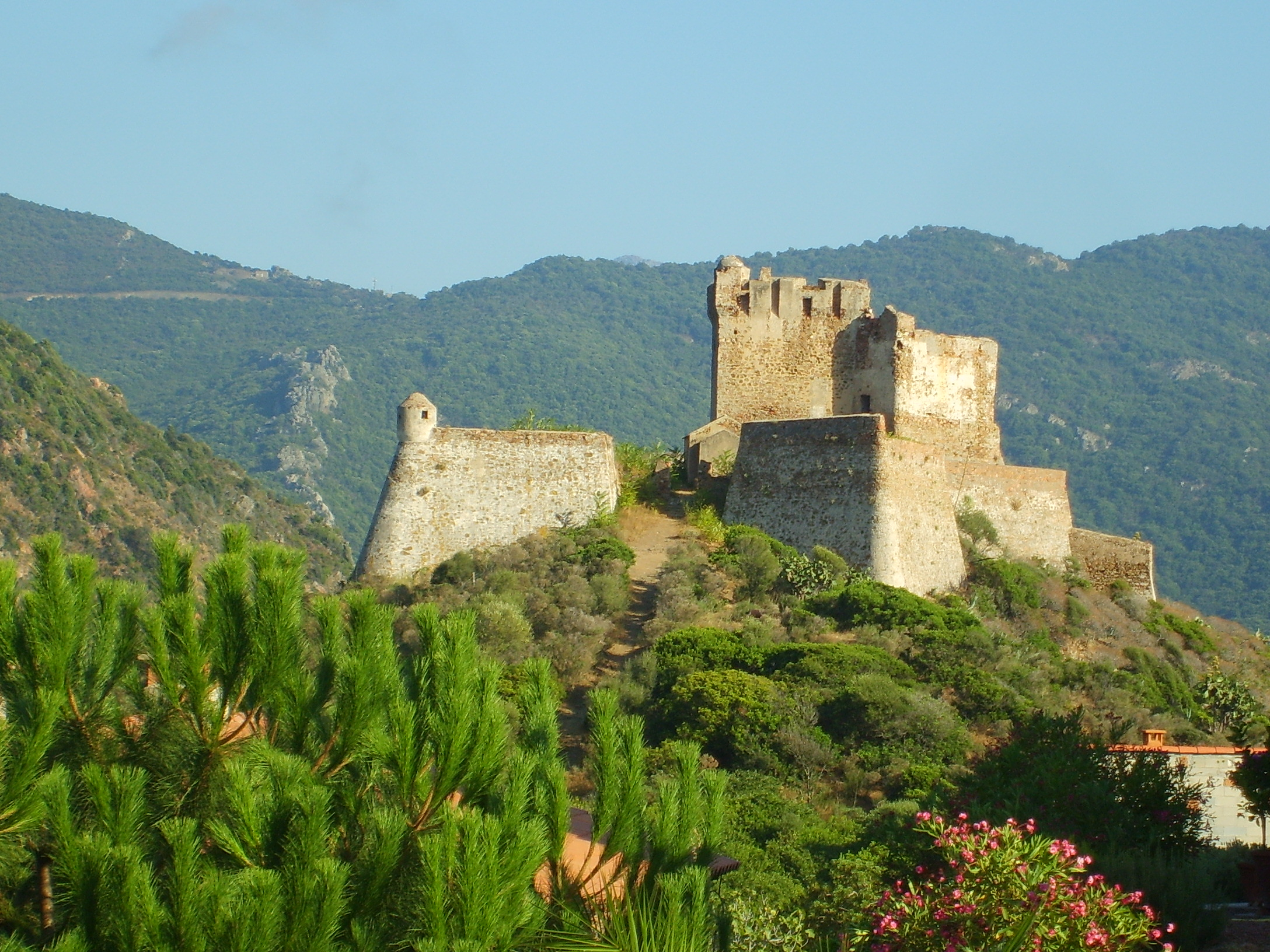
Fortin de Girolata

Sur la commune d'Osani se trouve un hameau totalement isolé du monde. Girolata est un lieu que l'on mérite après 1 heure 30 de marche sur un sentier au départ du col de la Croix, sur la route reliant Piana à Calvi.

#### Parc naturel régional
Osani est une commune adhérente au parc naturel régional de Corse, dans son « territoire de vie » appelé Dui Sevi.

#### Réserve naturelle de Scandola
La presqu'île de Scandola est une réserve naturelle à la fois marine et terrestre, entièrement sur le territoire communal d'Osani, d'une superficie de 1 669 ha. Elle est inscrite sur la liste du patrimoine mondial de l'Unesco et gérée par le Parc naturel régional de Corse.

#### Conservatoire du littoral
Gradelle - Caspiu
Gradelle - Caspiu est un site naturel protégé à l'embouchure du ruisseau de Gratelle, d'une superficie calculée de 3,489 ha, propriété du Conservatoire du littoral depuis 1981.

#### ZNIEFF
La commune est concernée par 6 zones naturelles d'intérêt écologique, faunistique et floristique de 2e génération :
Capu Seninu et Côte Ouest du nord de BussaghiaCette zone d'une superficie de 1 169 ha est partagée entre les communes d'Osani, Serriera et Partinello. Le massif de Capo Senino, d'origine volcanique, sépare le golfe de Porto, au sud, du golfe de Girolata, au nord. La végétation de ce site se compose principalement d'un maquis dominé par des filarias, des chênes verts et des milieux xérophiles. L'intérêt de cette zone porte sur 28 espèces déterminantes répertoriées, batraciens, oiseaux et surtout deux plantes endémiques : Érodium de Corse, Bec-de-grue de Corse (Erodium corsicum Léman, 1805) et Séséli précoce (Seseli praecox (Gamisans) Gamisans, 1985).
Réserve naturelle de ScandolaLa zone interdépartementale, située sur les communes d'Osani et de Galéria, a été créée par le décret 75.1128 du 9 décembre 1975. Elle a une superficie de 1 471 ha. Les intérêts qu'elle présente sont nombreux : géomorphologique, paysager de caractère exceptionnel, biologique, floristique et faunistique majeur. De nombreuses espèces végétales endémiques propres à la Corse et à la Sardaigne s'y rencontrent depuis le bord de mer jusqu'au sommet de la réserve, le Capo Purcile, à 560 mètres. Sur le littoral rocheux, on peut y voir la rarissime Arméria de Soleirol (Armeria Soleirolii (Duby) Godr., 1853, l'érodium de Corse (Erodium corsicum Léman, 1805), le séneçon à feuilles de marguerite (Senecio leucanthemifolius Poir.), etc. et plus haut, le pancrace d'Illyrie, très beau lys sauvage, qui est très abondant dans un dense maquis à myrtes et lentisques où l'on note la présence de l'euphorbe arborescente. Les oiseaux constituent l'élément faunistique le plus remarquable : colonies de goélands argentés, cormorans de Desmarest, balbuzards pêcheurs et de faucons pèlerins, merles bleus et fauvettes méditerranéennes, etc..

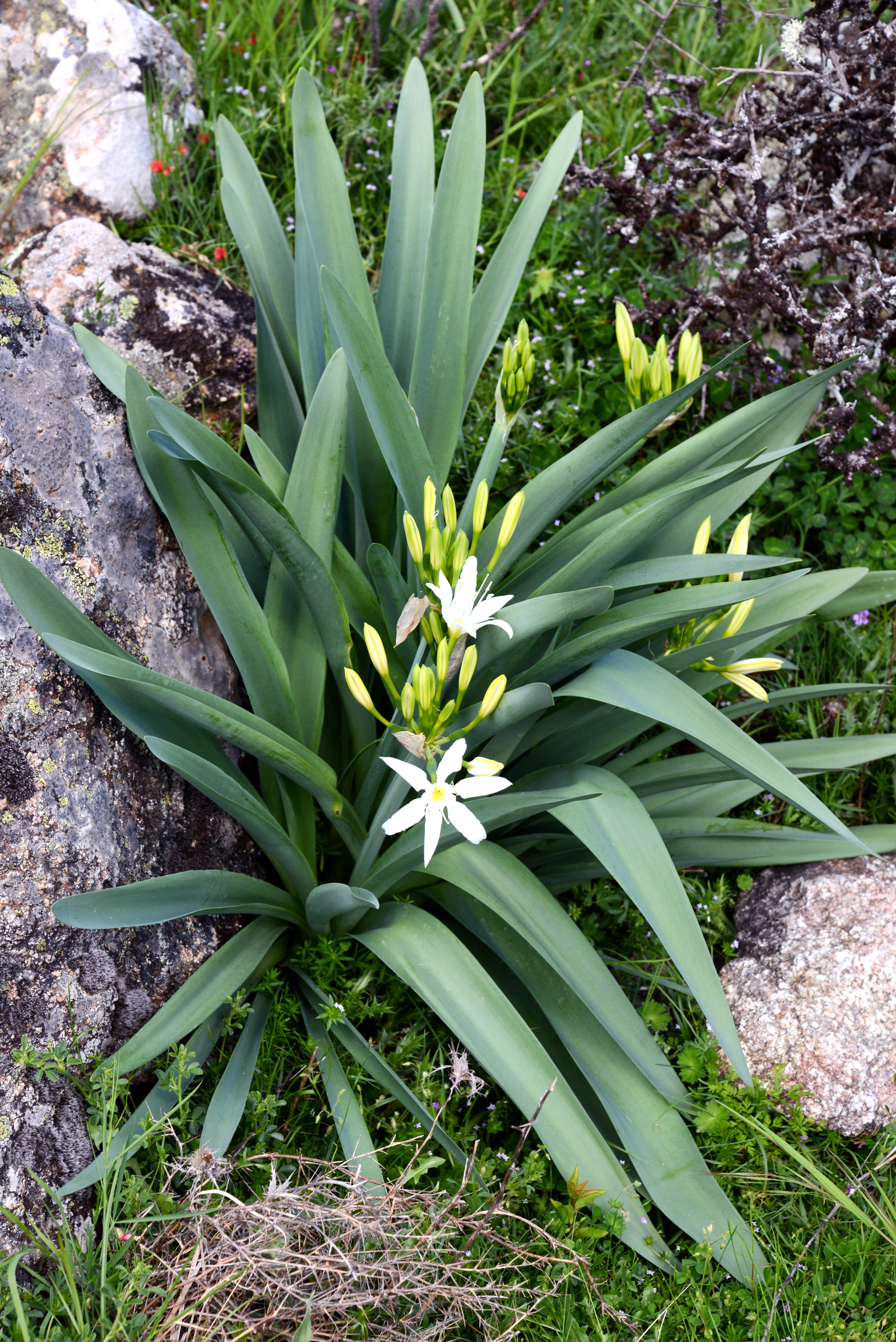
Pancrace d'Illyrie.
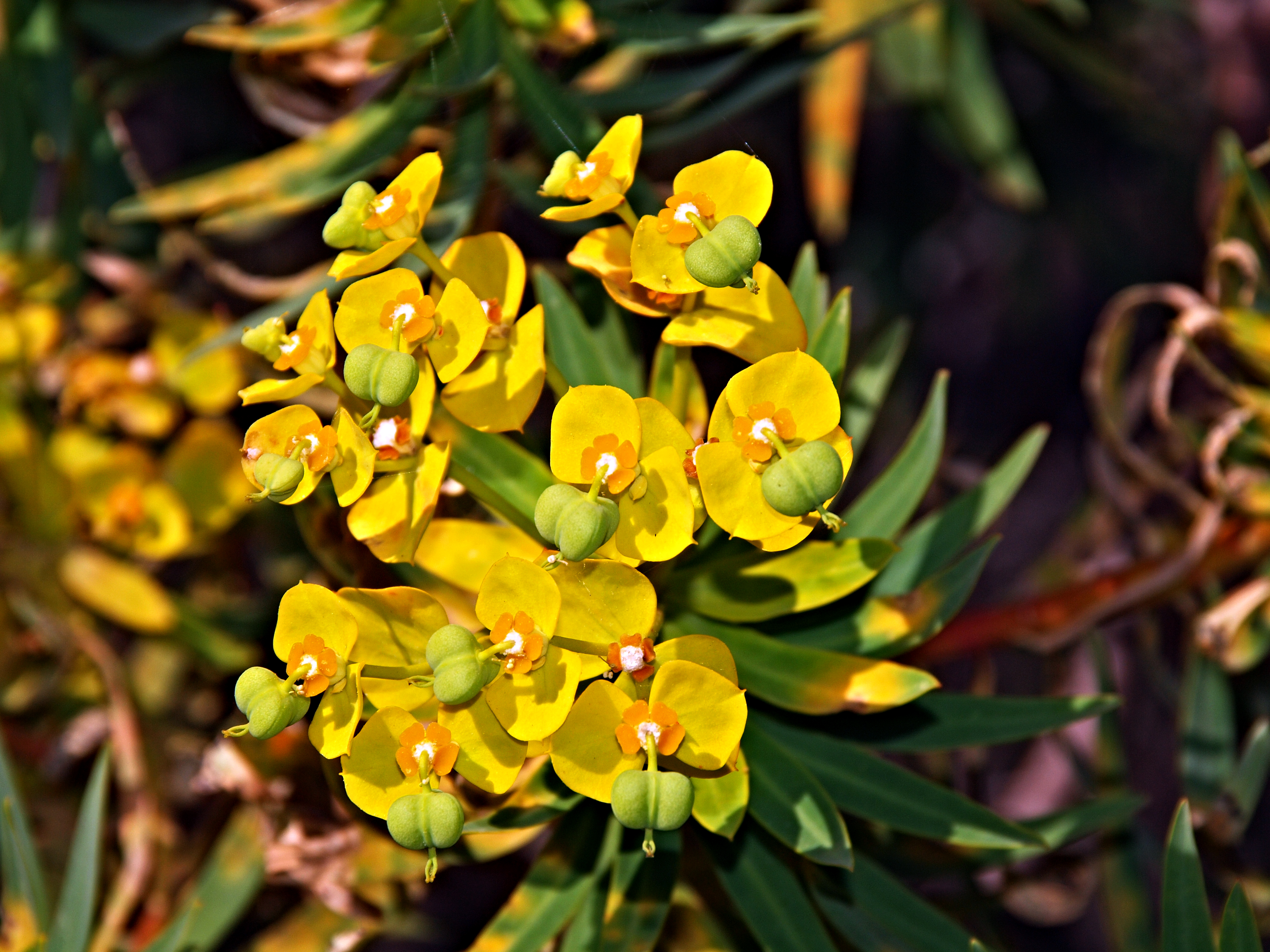
Euphorbe arborescente.

Station de téline linifolia de GirolataCouvrant une superficie de 3 ha entre 0 et 36 mètres d'altitude, le Genêt à feuilles de lin, arbrisseau rare, de 50 à 250 cm de hauteur, non épineux, arbore une coloration gris-argenté due à ses feuilles trifoliolées et présente une très belle floraison d'un jaune soutenu. Teline linifolia, 1762, figure sur la liste des espèces végétales protégées sur l'ensemble du territoire national (arrêté ministériel du 20 janvier 1982).

#### Natura 2000

##### Sites d'Intérêt Communautaire (Dir. Habitat)
Porto/Scandola/Revellata/Calvi/Calanches de Piana (zone terrestre et marine)Ce SIC de la directive « Habitats, faune, flore », d'une superficie de 50 227 ha, est un ensemble de côtes rocheuses et de fonds marins remarquables dont l'intégrité est unique en Europe. Il est inscrit à l'Inventaire national du patrimoine naturel sous la fiche FR9400574 - Porto/Scandola/Revellata/Calvi/Calanches de Piana (zone terrestre et marine).

##### Zones de Protection Spéciale (Dir. Oiseaux)
Golfe de Porto et presqu'île de ScandolaLe site qui couvre une superficie de 25 576 ha, abrite entre 50 et 70 % des effectifs français reproducteurs du Balbuzard pêcheur et plus de 15 % de la population française de Cormoran huppé de Méditerranée. Les populations de Faucons pèlerins et de Fauvettes sardes sont également importantes. Il est inscrit à l'Inventaire national du patrimoine naturel sous la fiche FR9410023 - Golfe de Porto et presqu'île de Scandola.